# シュタットバーン

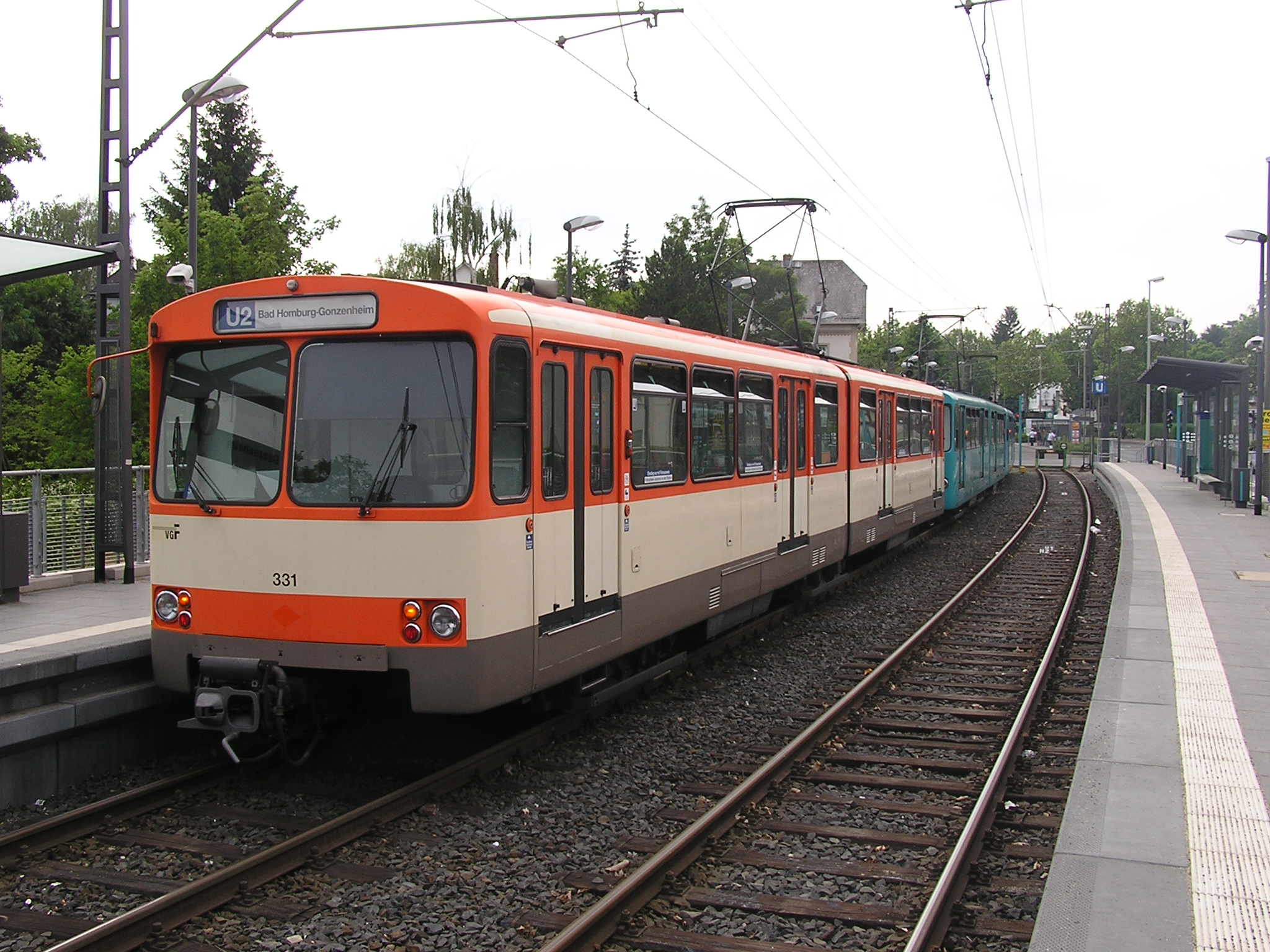
最初のシュタットバーンであるフランクフルト地下鉄

シュタットバーン（ドイツ語: Stadtbahn）は、ドイツ（旧：西ドイツ）において確立した中量軌道輸送システムの概念の1つ。元は"市街鉄道"を意味する単語であったが、1960年代以降は主に路面電車と同じ規格で建設された小断面の都市鉄道（地下鉄）を指すようになり、北米で確立したライトレールと呼ばれる概念にも大きな影響を与えた。この項目では、西ドイツ国外における、地下区間を有し地下鉄と見做される場合があるライトレールについても解説する。

## 概要

### 歴史
1950年代以降、日本やアメリカなど西側諸国各地と同様に西ドイツでも自家用車やバスが急速に普及し、モータリーゼーションが進行した。その結果各地で路面電車路線が廃止された一方、バス以上の輸送量を持つ路面電車を積極的に活用する動きも存在し、定時性の確保や評定速度の向上を目的にした専用軌道や路面電車優先信号の設置が進められた。だが1960年代に入ると自動車の普及はますます進行し、都心の道幅が狭い箇所では路面電車の走行自体が自動車によって阻まれる事例も生じていた。
そこで、混雑が激しい道路の上を走る併用軌道を地下に敷設したトンネルに移し、ホームも高床式に改めた地下鉄へ改装する計画が西ドイツ各地で進行し始めた。これらは従来の高規格の地下鉄（独: U-Bahn）とは異なり路面電車の車両限界をそのまま用いる小型規格を採用した他、利便性や工事の迅速性、費用の面からトンネルは地下の浅い位置に建設する事となった。
当初は地下路線を延長すると同時に地上路線の高規格化や高架化も進め、最終的に路面電車から都市高速鉄道へ発展させるという目標で計画が行われた事例が多く、愛称も"地下路面電車"（U-Straßenbahn）から都市鉄道を指す"シュタットバーン"（Stadtbahn）へと変化していった。ただし多くの都市では後述のデメリットもあり開通以降も従来の路面電車との両立が実施されている。
西ドイツにおいて高床式プラットホームの採用を始めとする本格的なシュタットバーンとして始めて開通したのは、1968年のフランクフルト地下鉄である。

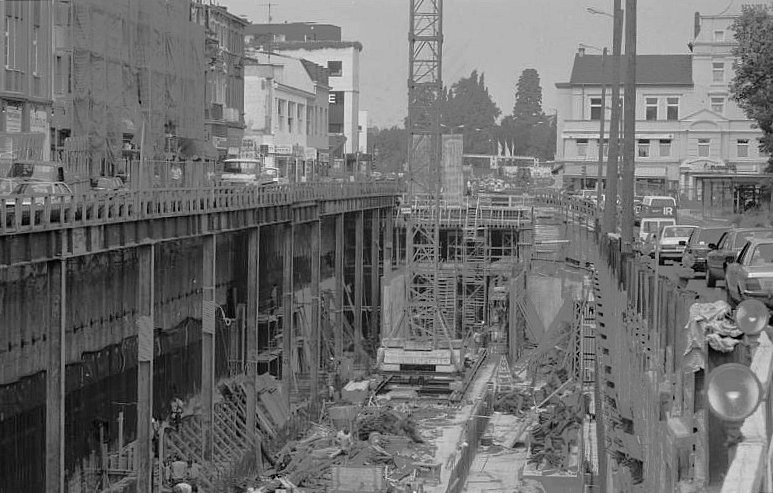
建設中のシュタットバーン（ボン）（1989年撮影）
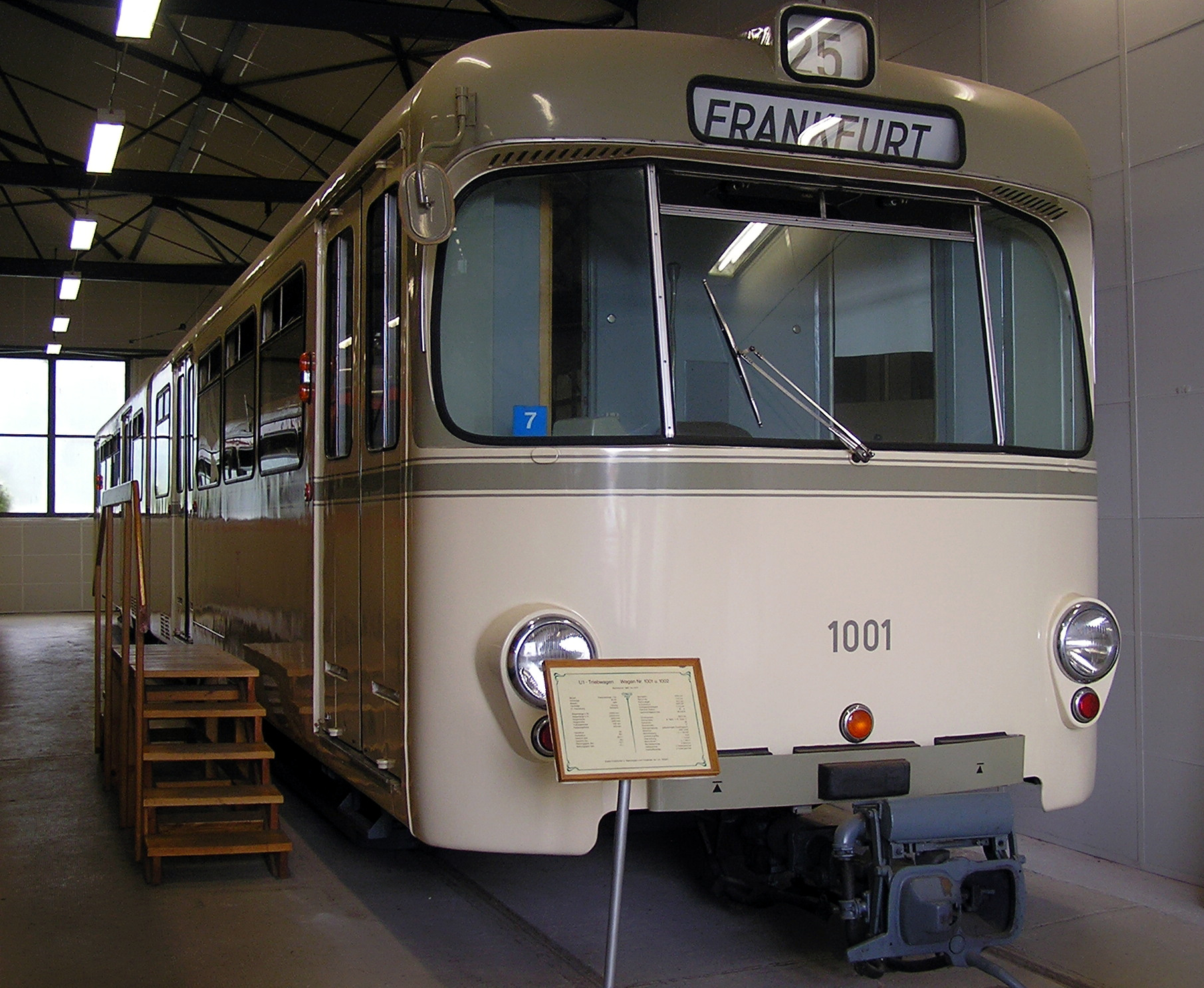
フランクフルト地下鉄の試作車・U1形（ドイツ語版）
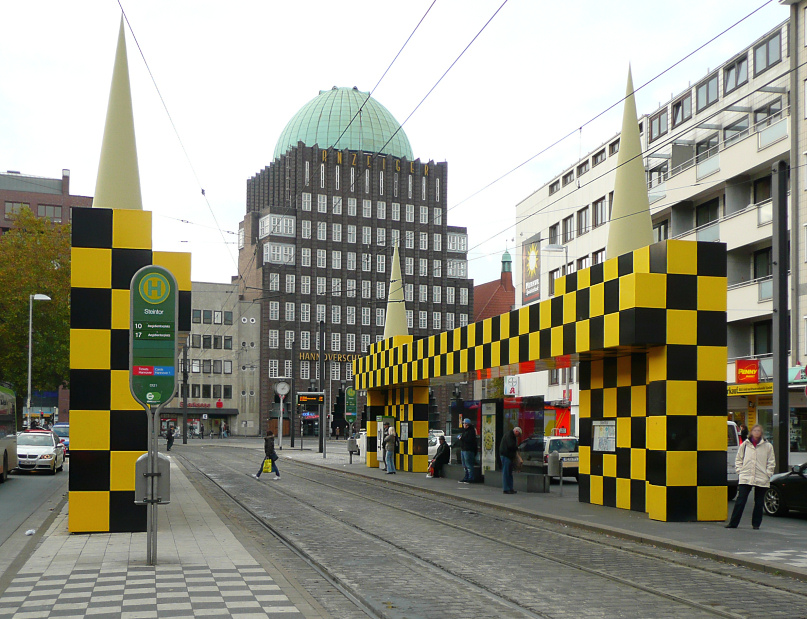
地上の併用軌道が残るハノーファーのシュタットバーン
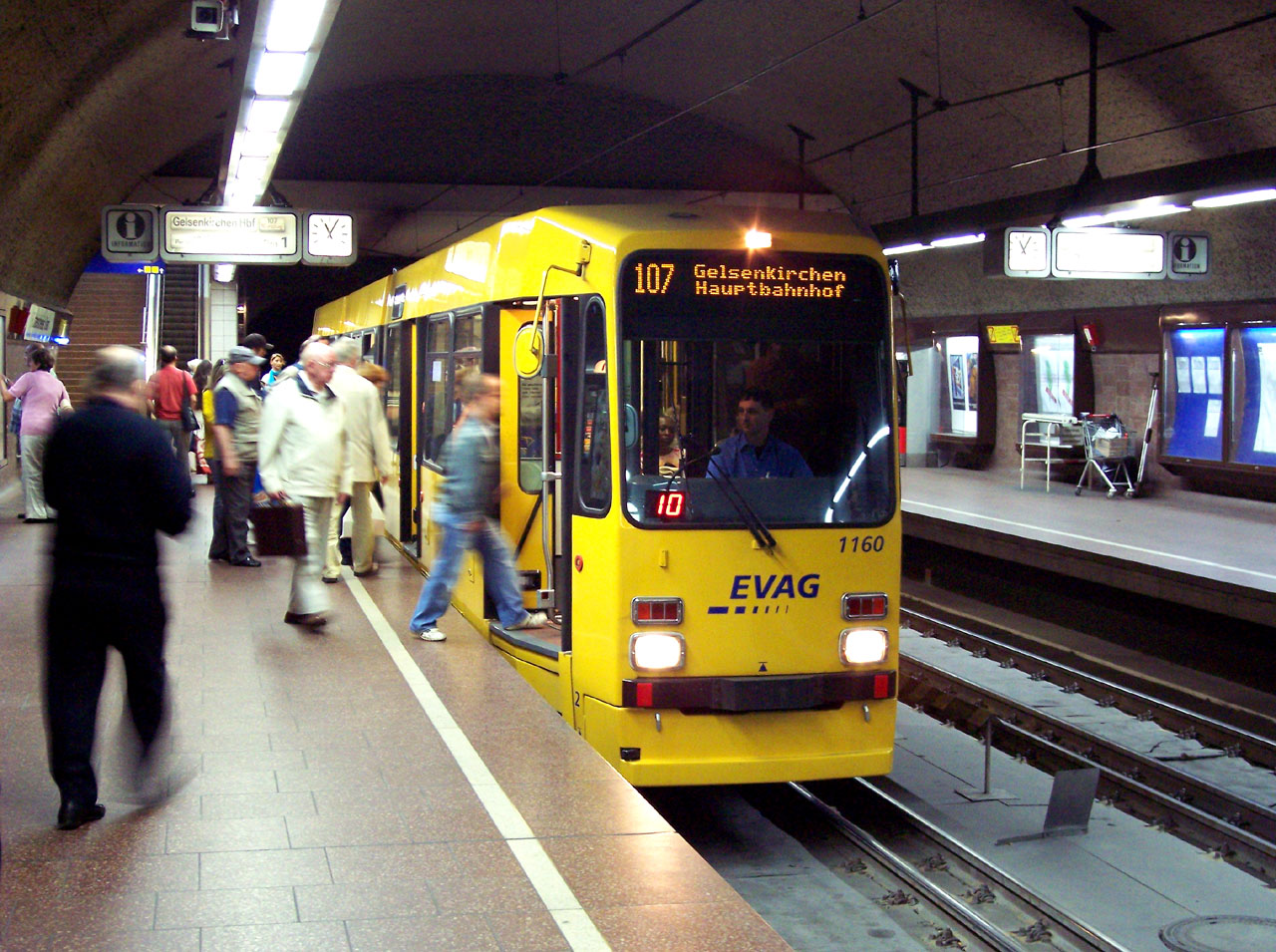
既存の路面電車（写真）と軌間が異なる[注釈 1]シュタットバーンも存在する（エッセン）

### 利点・欠点
路面電車を基にした小規格の地下鉄であるシュタットバーンには、下記のような利点・欠点が存在する。

#### 利点
- 線路を地下に移す事で道路の混雑を避け、定時性が確保される。
- トンネルの規格を小さくした場合、従来の地下鉄と比べて建設費用が抑えられる。
- 従前の路面電車と同じ規格であるため、既存のネットワークを維持する事が可能である。

#### 欠点
- 地上に線路を敷設する場合と比べ、トンネル掘削などの費用が嵩む。
- 路面電車が移設された分道路を走る自動車の量が増え、結果的に混雑がより激しくなってしまう。
- 駅が地下にあるため、乗客は階段やエスカレーター、エレベーターを用いた上下移動を強いられる。
- 高床式プラットホームを採用した場合、従来の低床式停留所に対応した路面電車車両をそのまま導入する事は困難で、改造による高床式対応や全面置き換えが必要となる[注釈 2]。

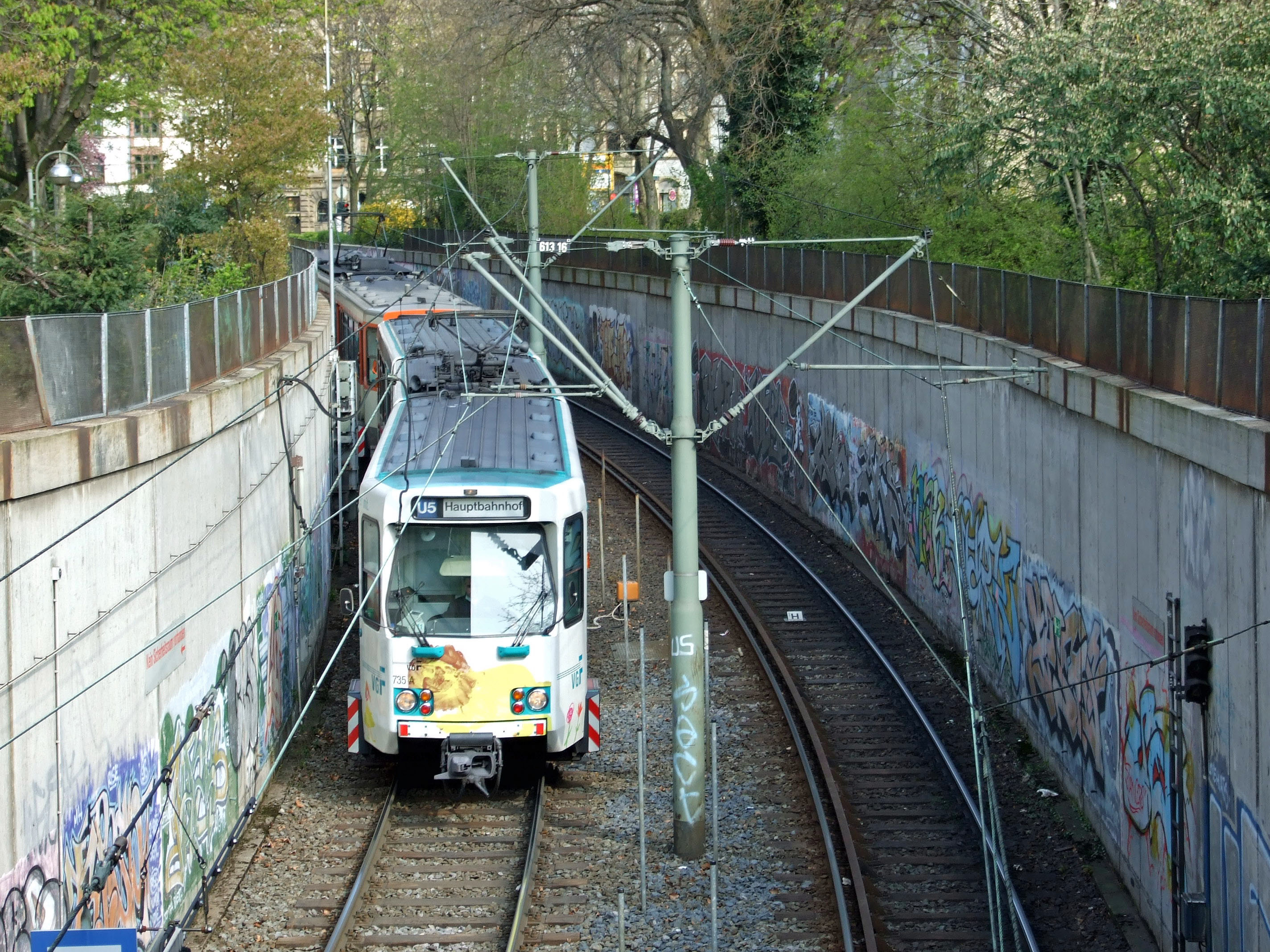
地上と地下を結ぶランプ（フランクフルト）
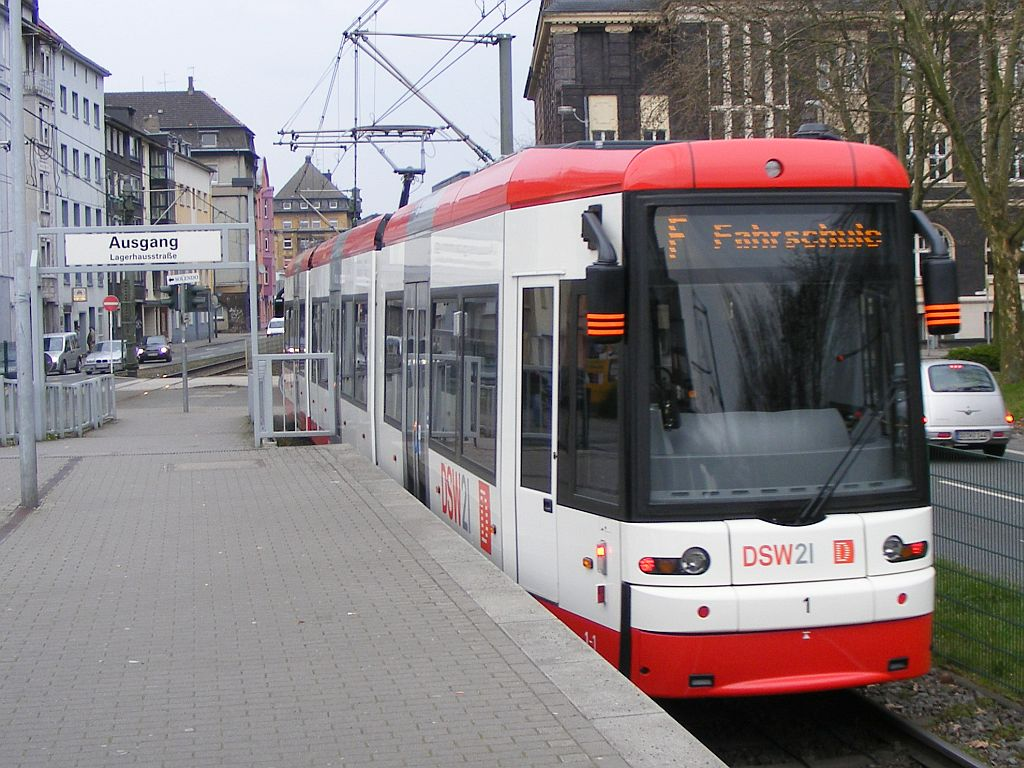
低床式停留所に対応した超低床電車は高床式プラットホームでの乗降が困難である（ドルトムント）
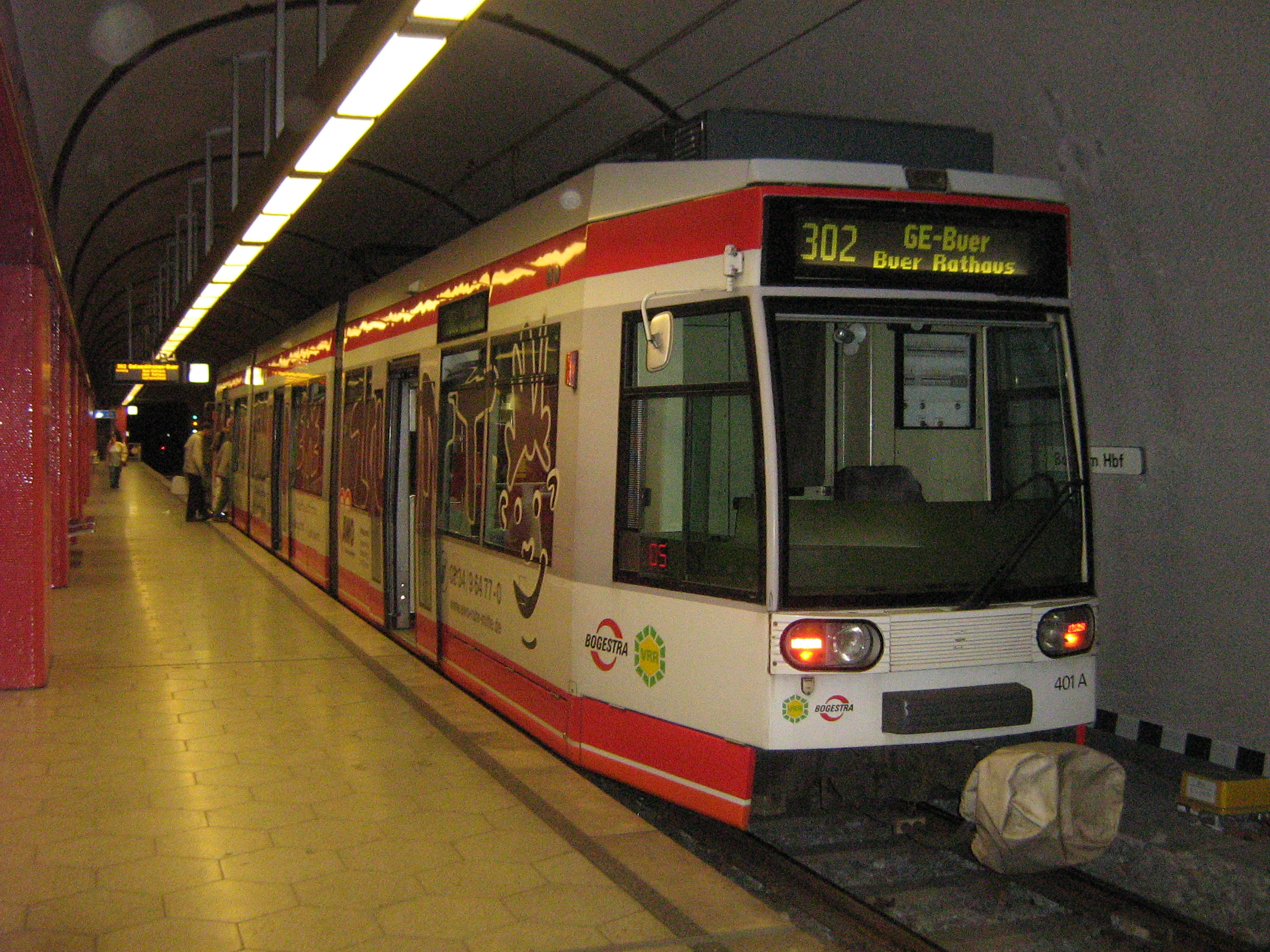
路面電車車両に対応した低床式プラットホームも設置された場合もある（ボーフム）

### 主要車両

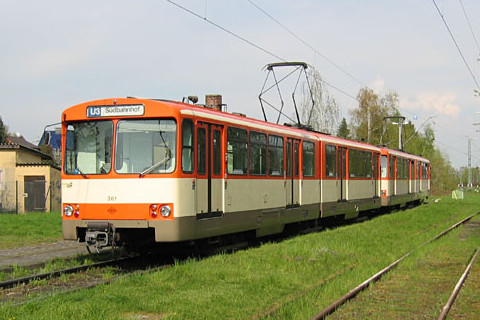
フランクフルト地下鉄のU2形は北米のライトレールにも同型の車両が導入された
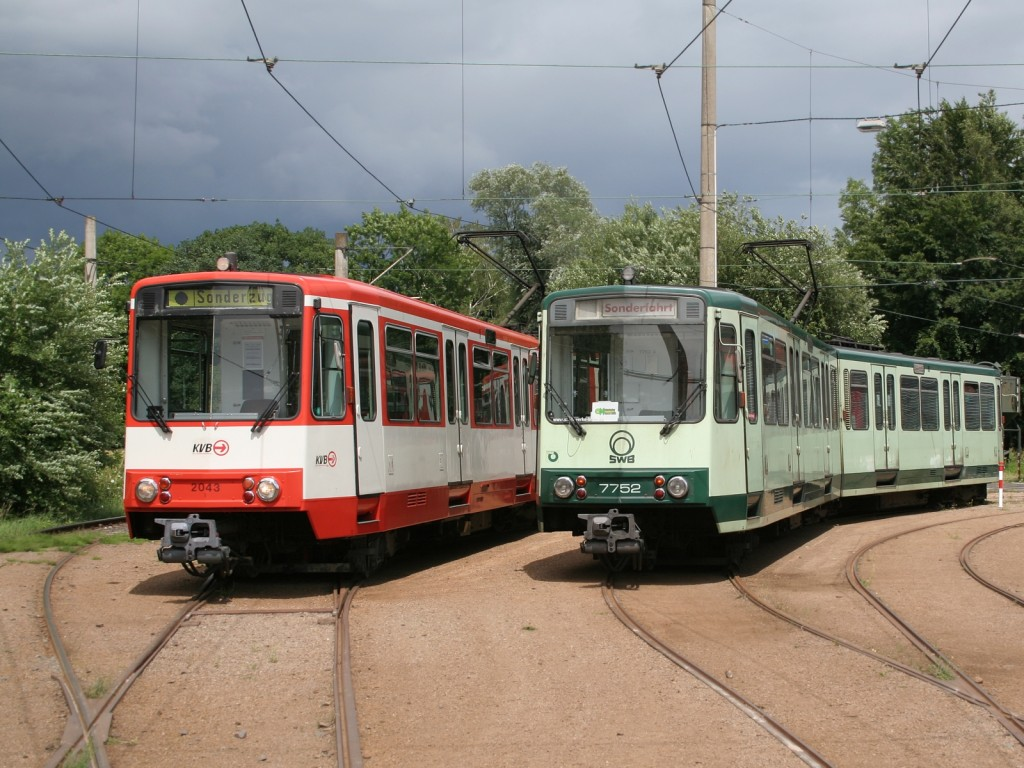
ライン・ルール大都市圏のシュタットバーンに導入されたB形
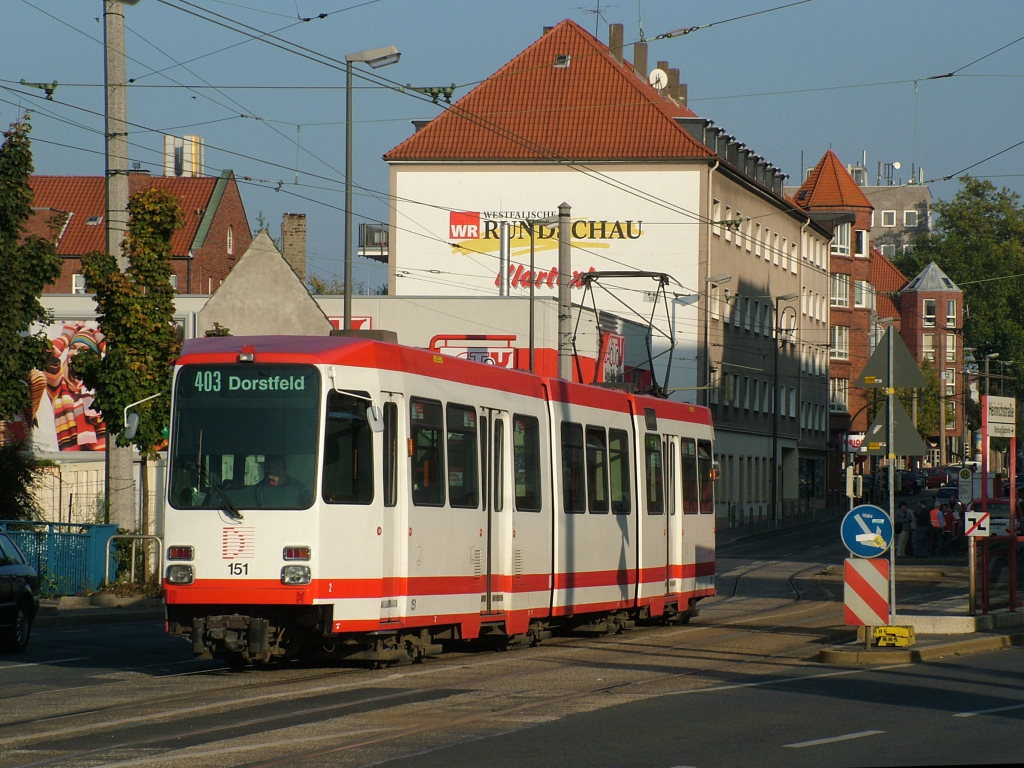
路面電車・シュタットバーン双方に対応したM/N形
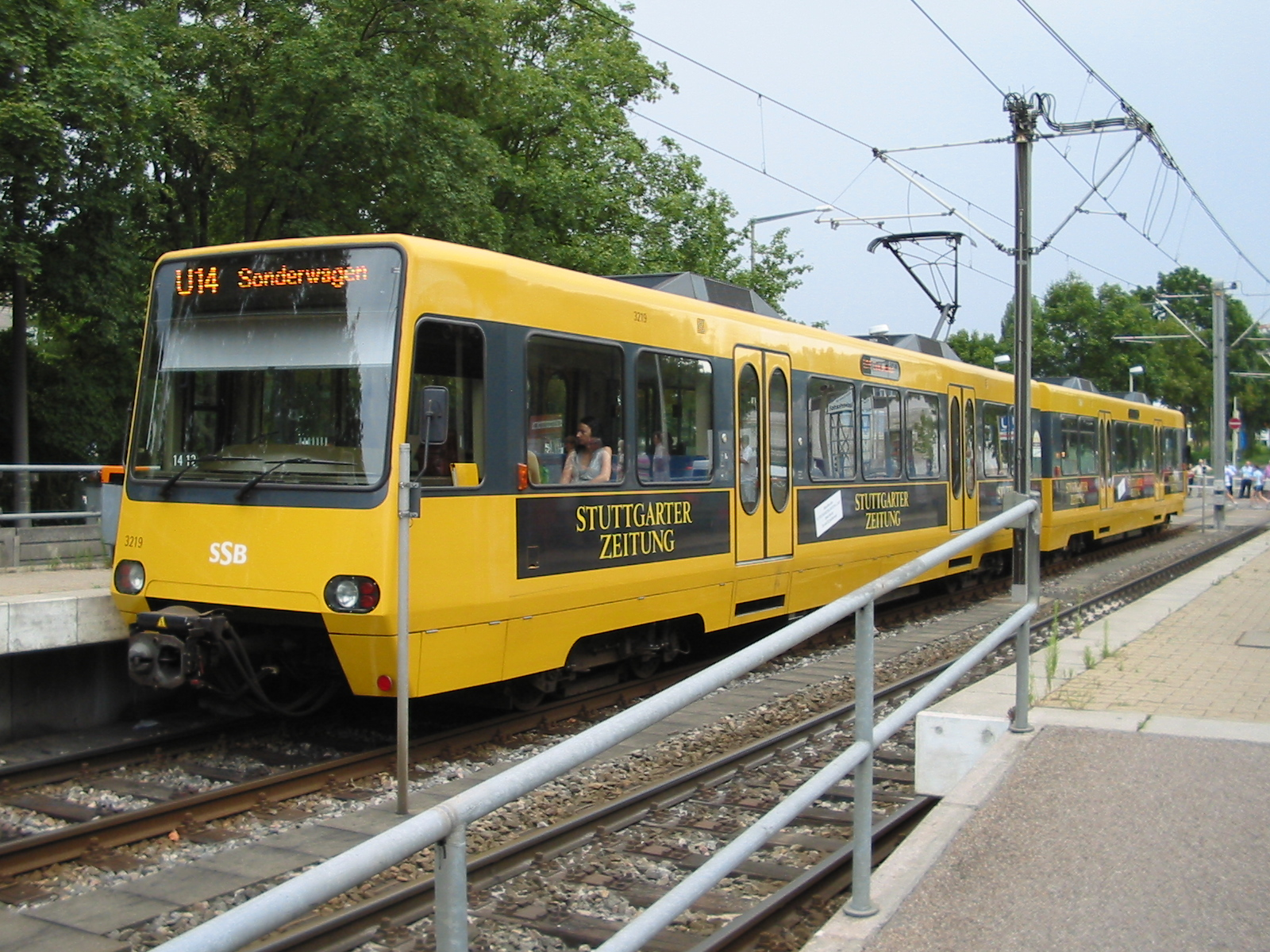
シュトゥットガルト向けのDT8形
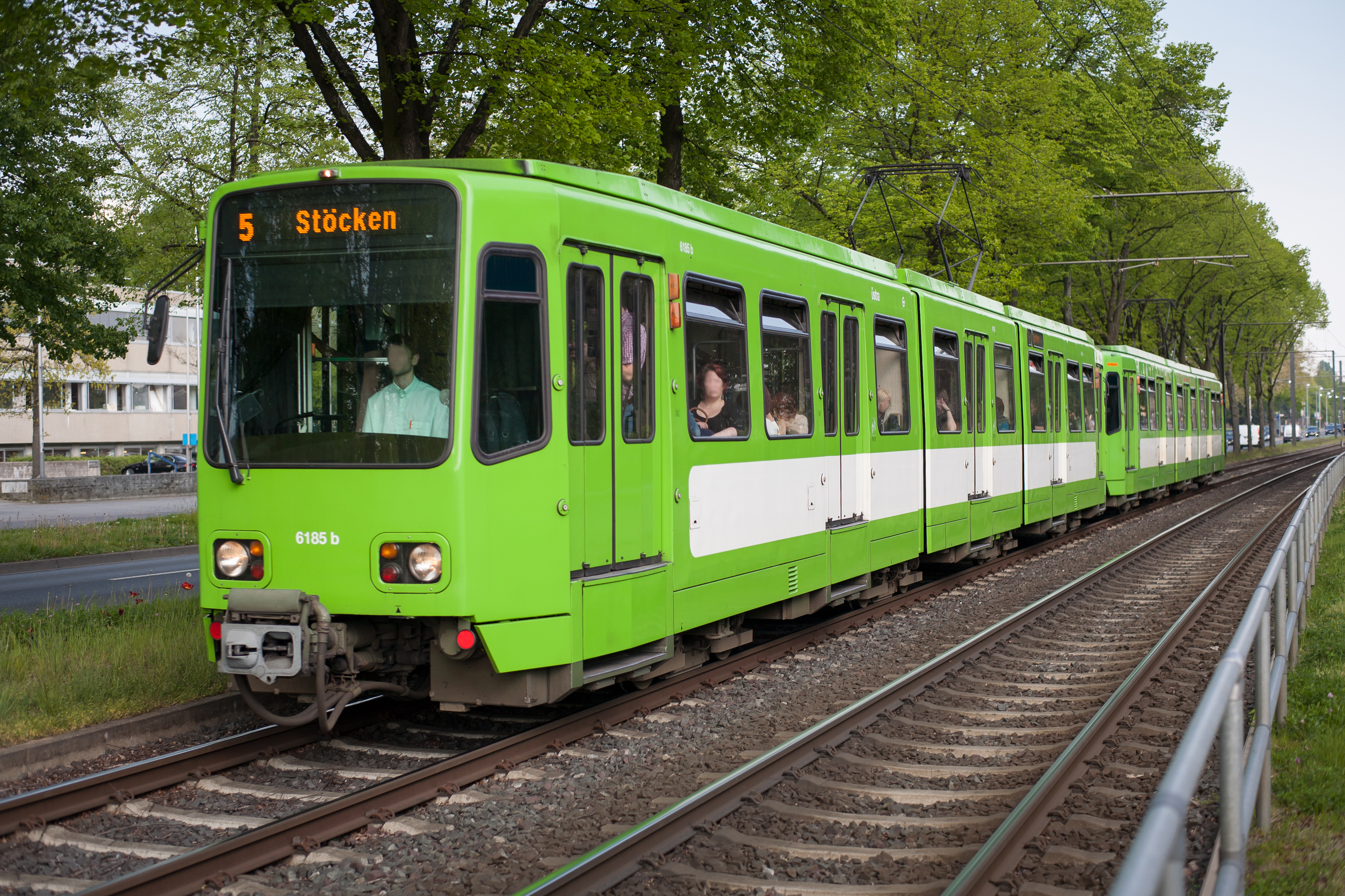
ハノーファーのシュタットバーン開業時に導入されたTW6000形

## 事例
- フランクフルト地下鉄（フランクフルト・アム・マイン） - 1968年10月開通[6]。
- シュトゥットガルト・シュタットバーン（シュトゥットガルト） - 路面電車の地下化は1966年から行われたが、輸送力増強のため1986年以降従来の狭軌（1,000 mm）・低床式プラットホームから標準軌（1,435 mm）・高床式プラットホームへの変更工事が実施された[6]。
- ケルン・シュタットバーン（ケルン） - 1968年開通。ボン・シュタットバーンと相互直通運転を実施。1995年以降建設された区間では路面電車用の車両が用いられ、ホームも低床式となっている[8]。
- ボン・シュタットバーン（ボン） - 1975年開通。ケルン・シュタットバーンと相互直通運転を実施。一部系統では路面電車区間の車両が使用されており、低床式ホームが設置された駅もある[9]。
- ボーフム・シュタットバーン（ボーフム） - 1989年9月開通。一部区間はボーフム市電に対応した低床式プラットホームを用いる[10]。
- デュースブルク・シュタットバーン（ドイツ語版）（デュースブルク） - 1992年7月開通。デュッセルドルフ・シュタットバーンと相互直通運転を実施。デュースブルク市電（ドイツ語版）と路線を共有するため、一部駅には高床・低床双方のプラットホームが設置されている[11]。
- デュッセルドルフ・シュタットバーン（デュッセルドルフ） - 1981年10月開通。デュースブルク・シュタットバーンと相互直通運転を実施[12]。
- エッセン・シュタットバーン（ドイツ語版）（エッセン） - 1977年5月開通。ミュールハイム・シュタットバーンと相互直通運転を実施。一部地下区間でエッセン市電（ドイツ語版）と路線を共有するが、軌間が異なる[注釈 1]ため三線軌道となっている[13]。
- ミュールハイム・シュタットバーン（ドイツ語版）（ミュールハイム） - エッセン・シュタットバーンを延長する形で1979年11月開通。軌間が異なる[注釈 1]ミュールハイム市電の一部にも地下区間が存在する[14]。
- ドルトムント・シュタットバーン（ドルトムント） - 1976年に地上区間が、1983年に地下区間が開通。2008年以降は路面電車の一部区間における地下化も実施されている[15]。
- ビーレフェルト・シュタットバーン（ビーレフェルト） - 1991年開通。地上区間の一部は路面電車時代の低床式プラットホームがそのまま用いられている[16]。
- ハノーファー・シュタットバーン（ハノーファー） - 1975年9月開通。ハノーファーSバーンと一体化した運営が行われている[17]。
- マンハイム・シュタットバーン（ドイツ語版）（マンハイム） - 1969年5月開通。他都市と異なり全区間が路面電車規格で建設された[18]。

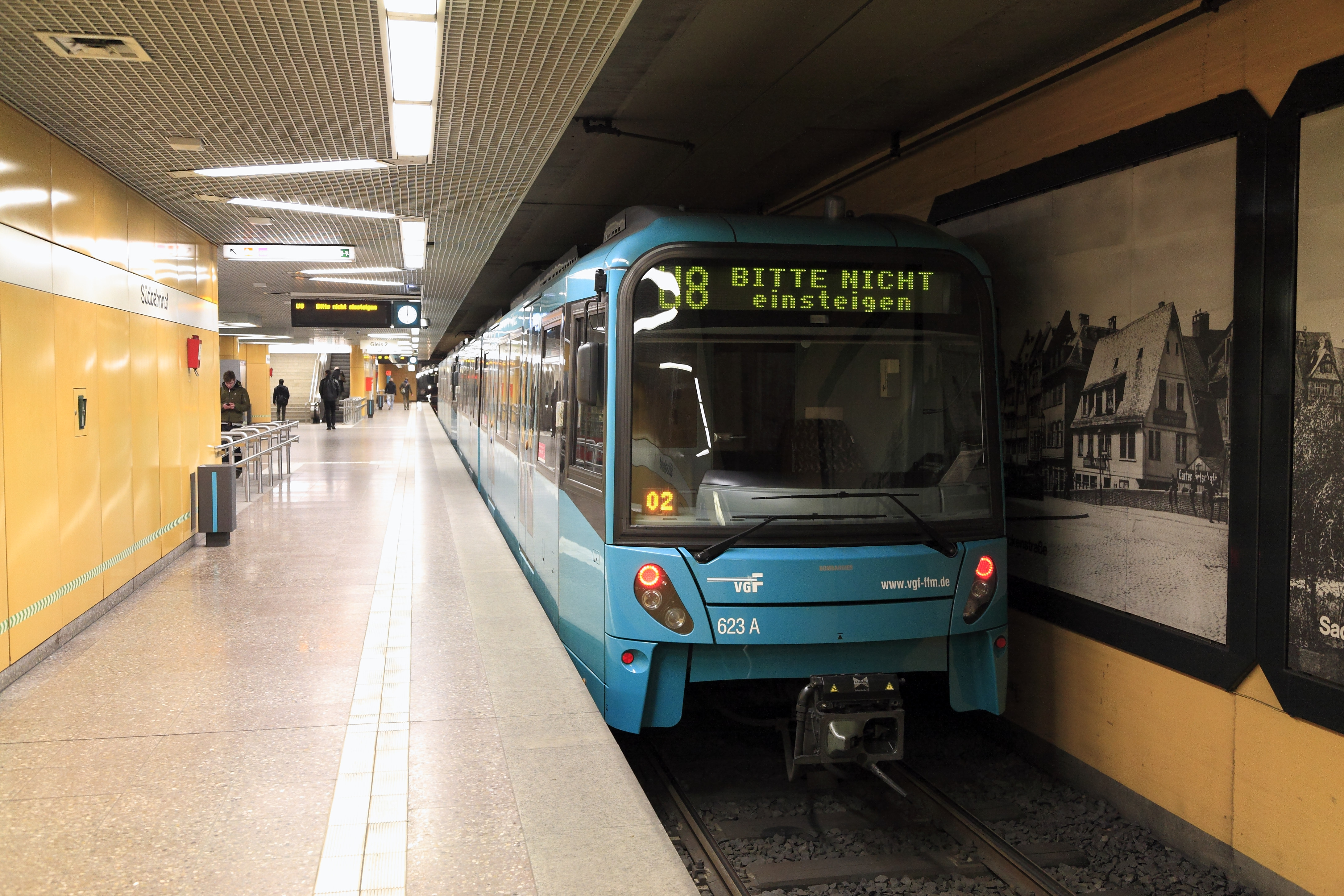
フランクフルト地下鉄
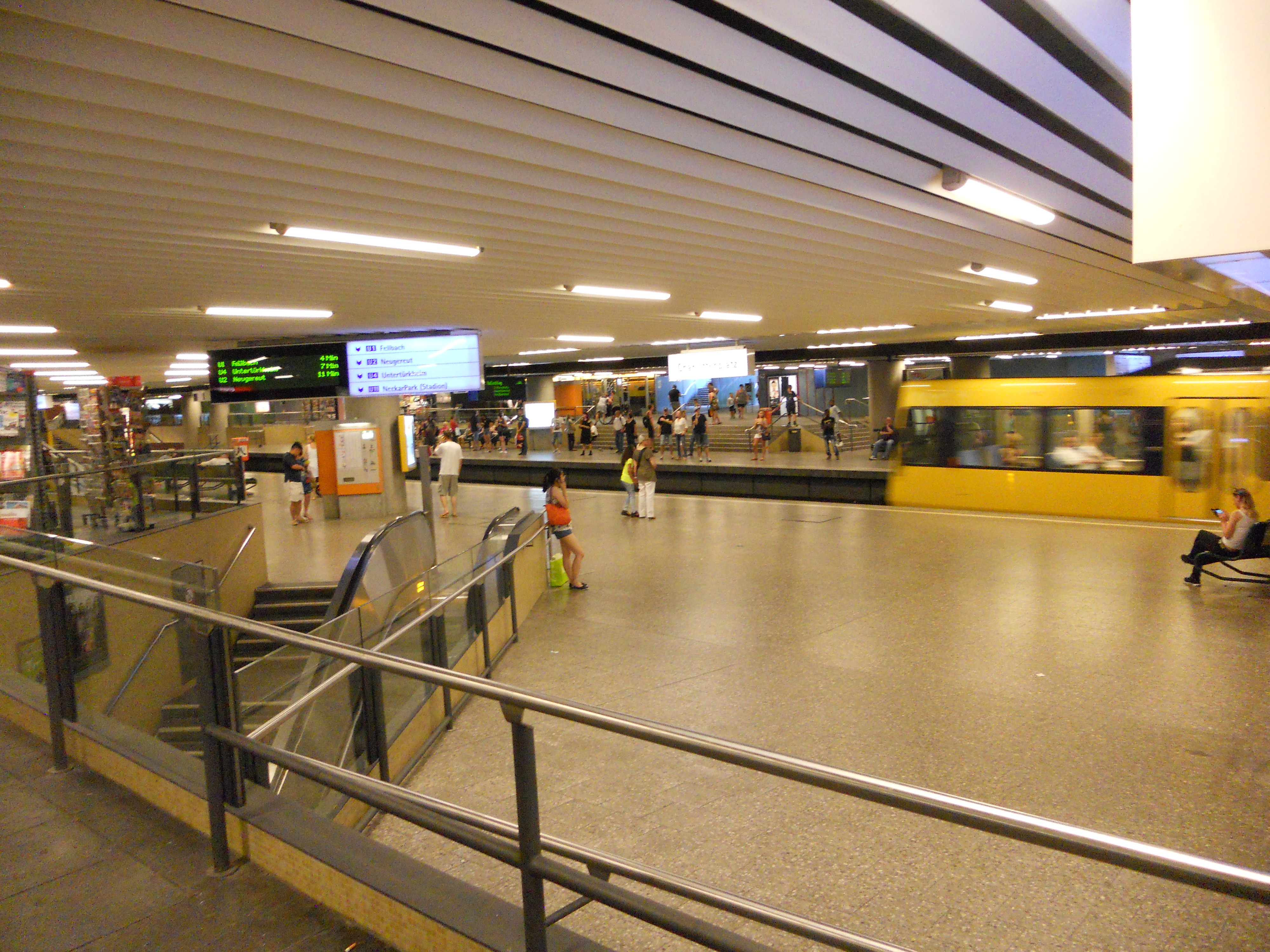
シュトゥットガルト・シュタットバーン
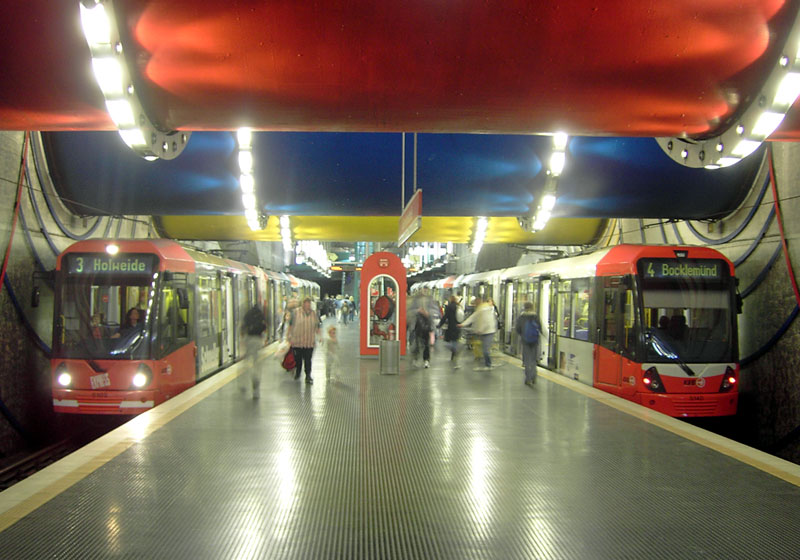
ケルン・シュタットバーン
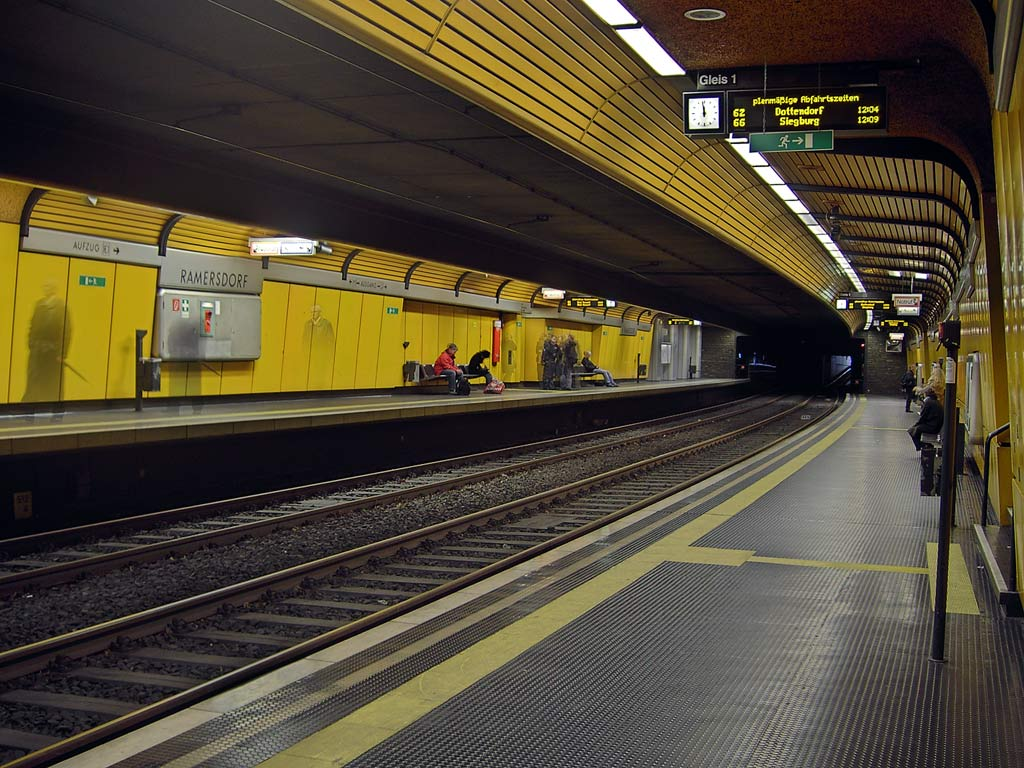
ボン・シュタットバーン（地下駅）
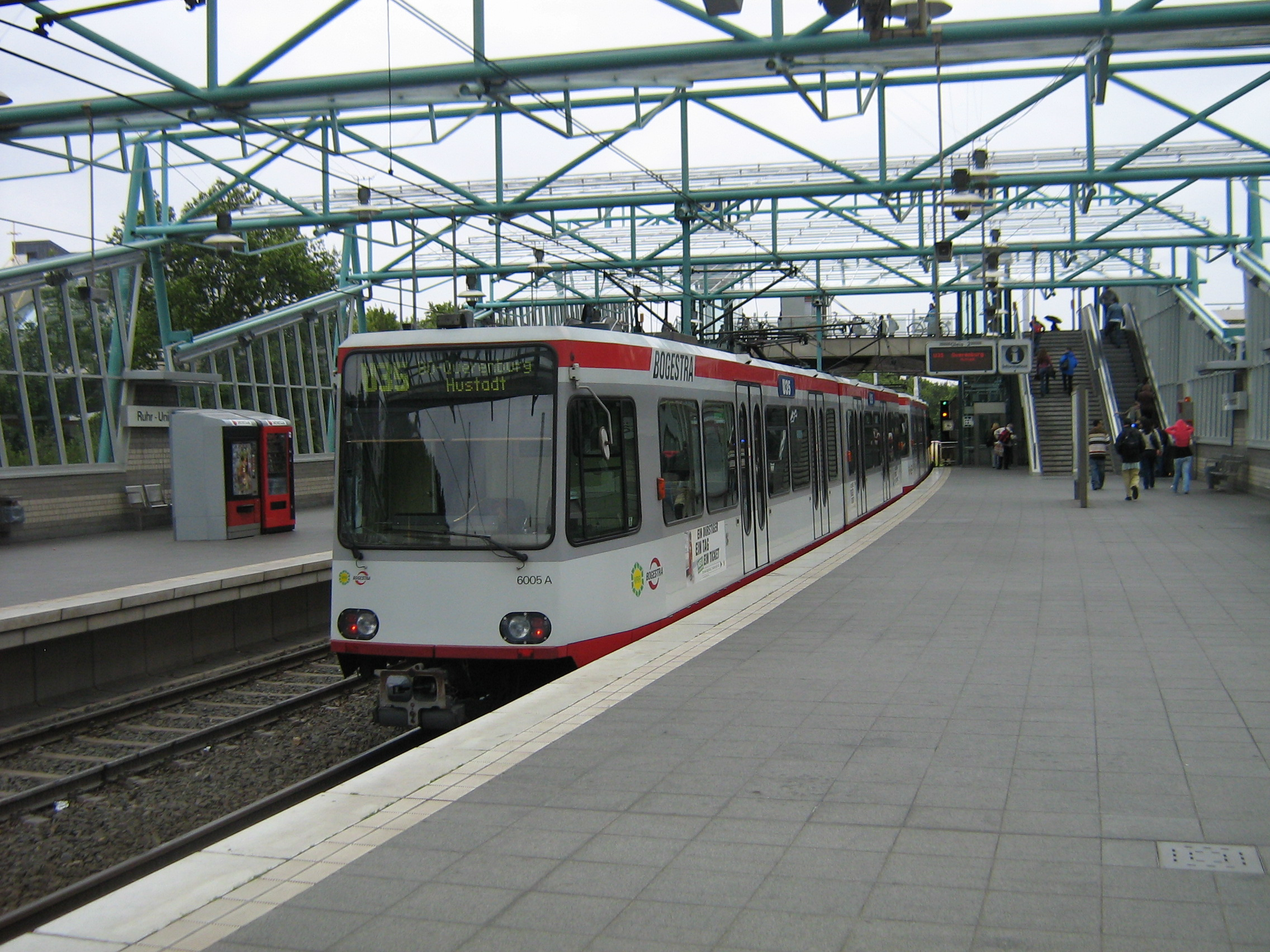
ボーフム・シュタットバーン
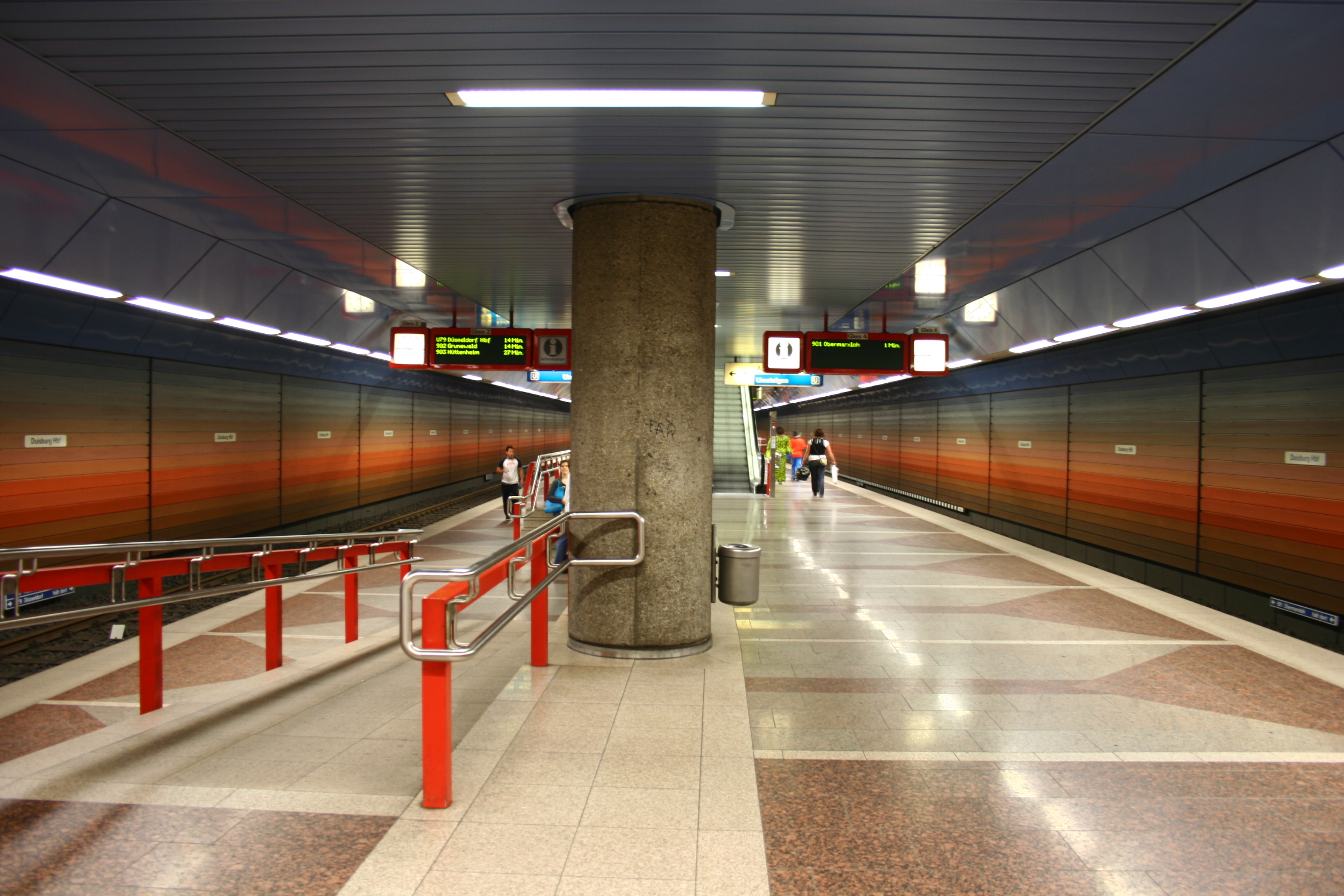
デュースブルク・シュタットバーン（地下駅）
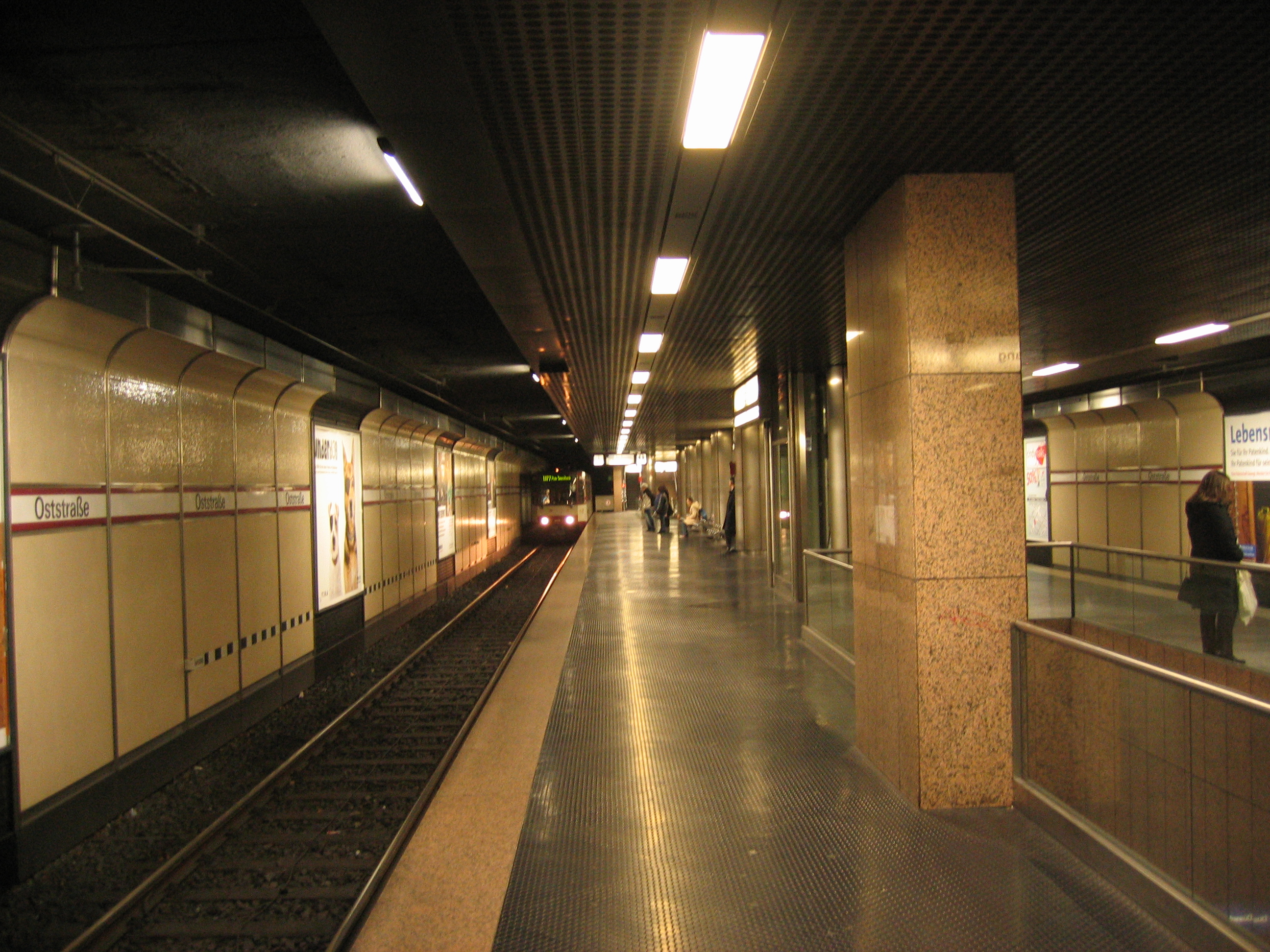
デュッセルドルフ・シュタットバーン
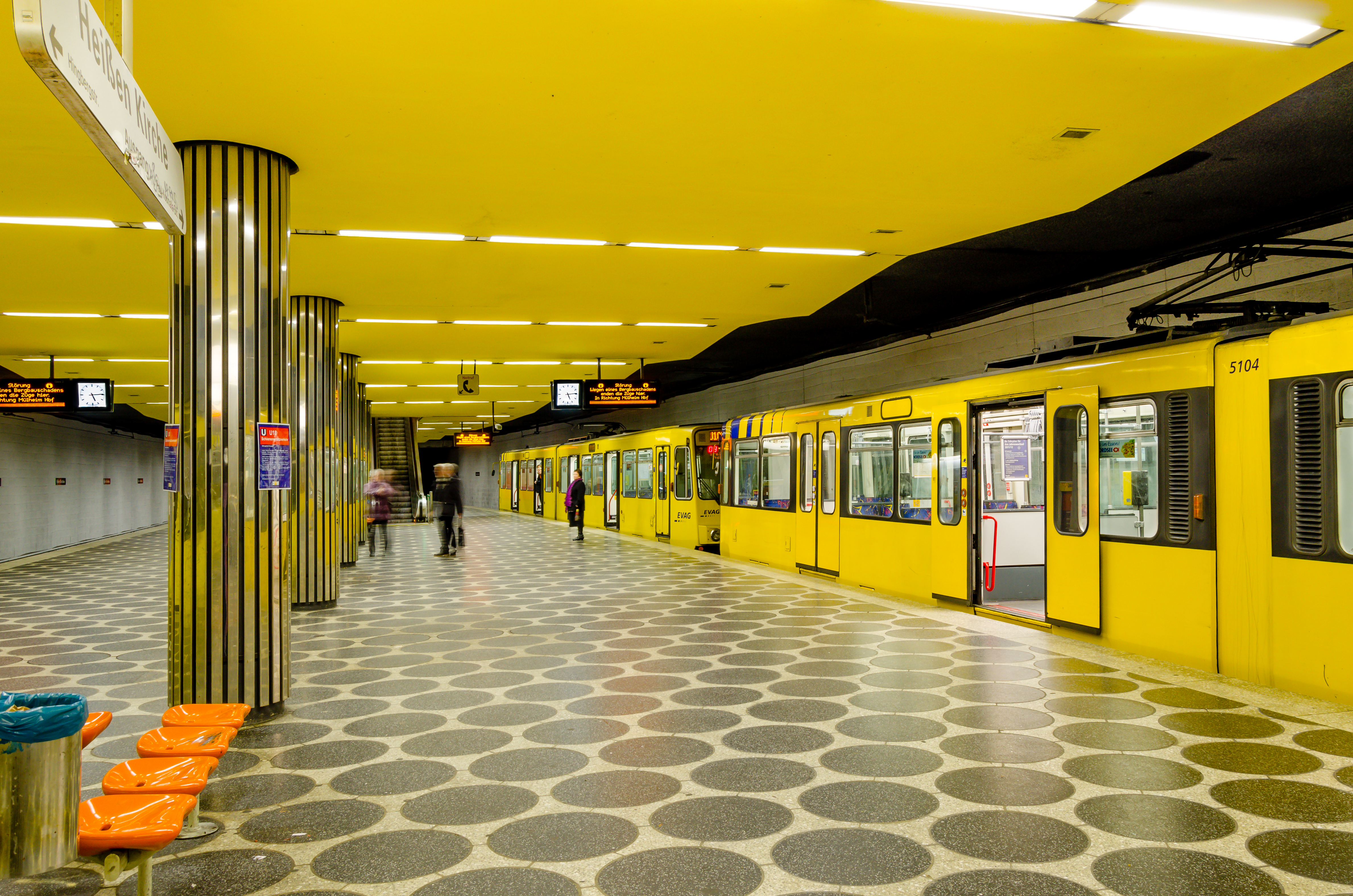
エッセン・シュタットバーン
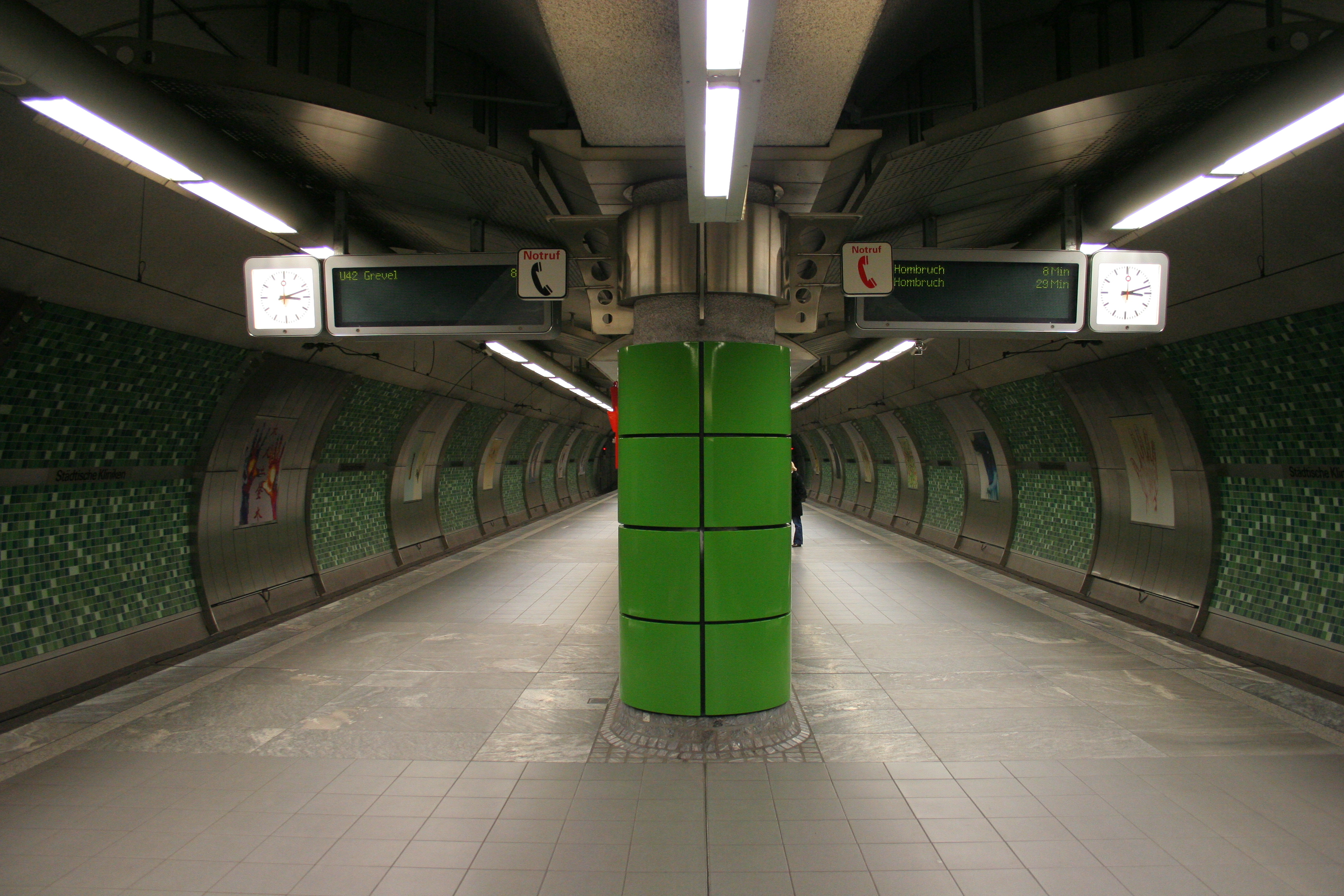
ドルトムント・シュタットバーン（地下駅）
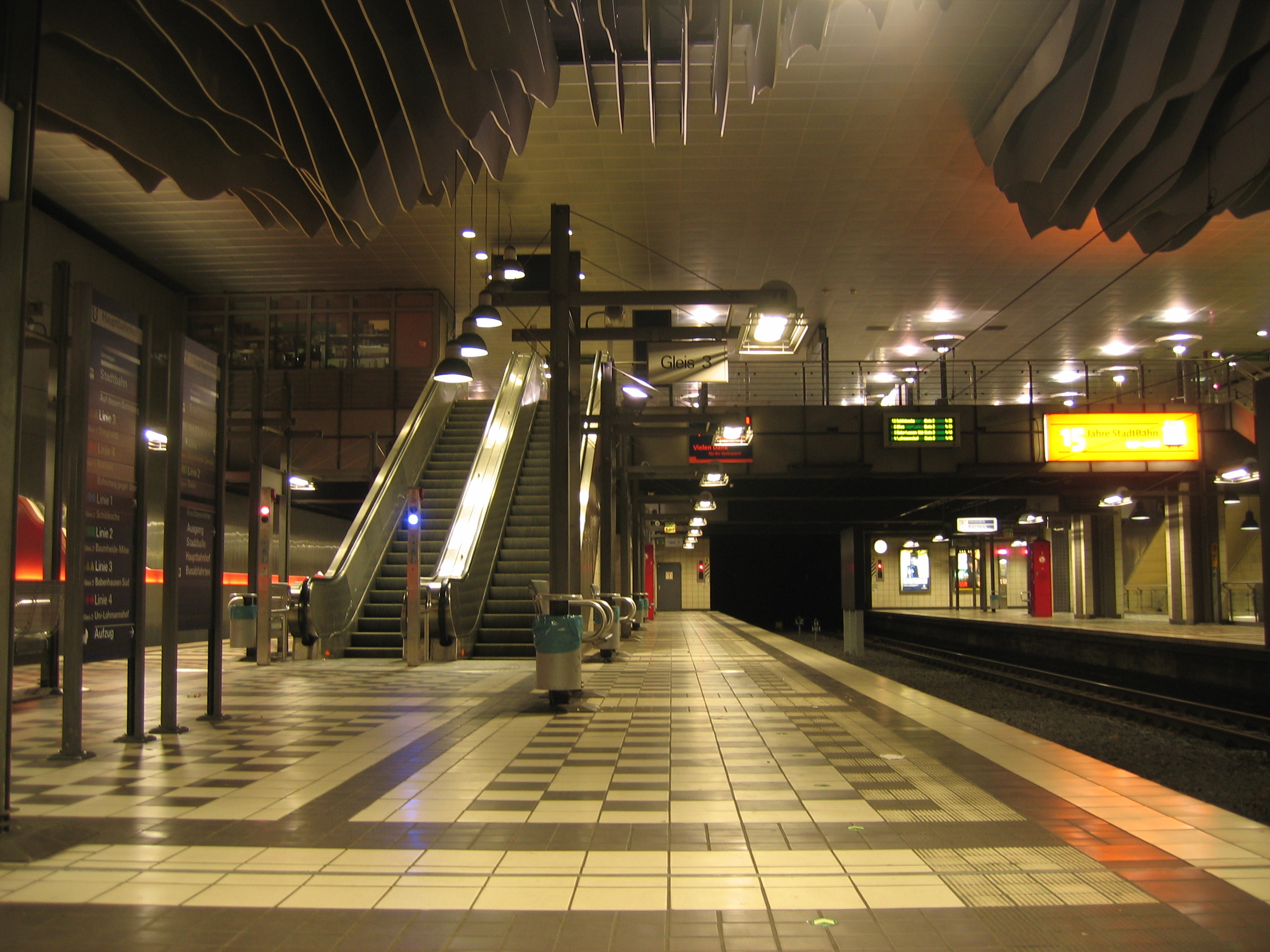
ビーレフェルト・シュタットバーン（地下駅）
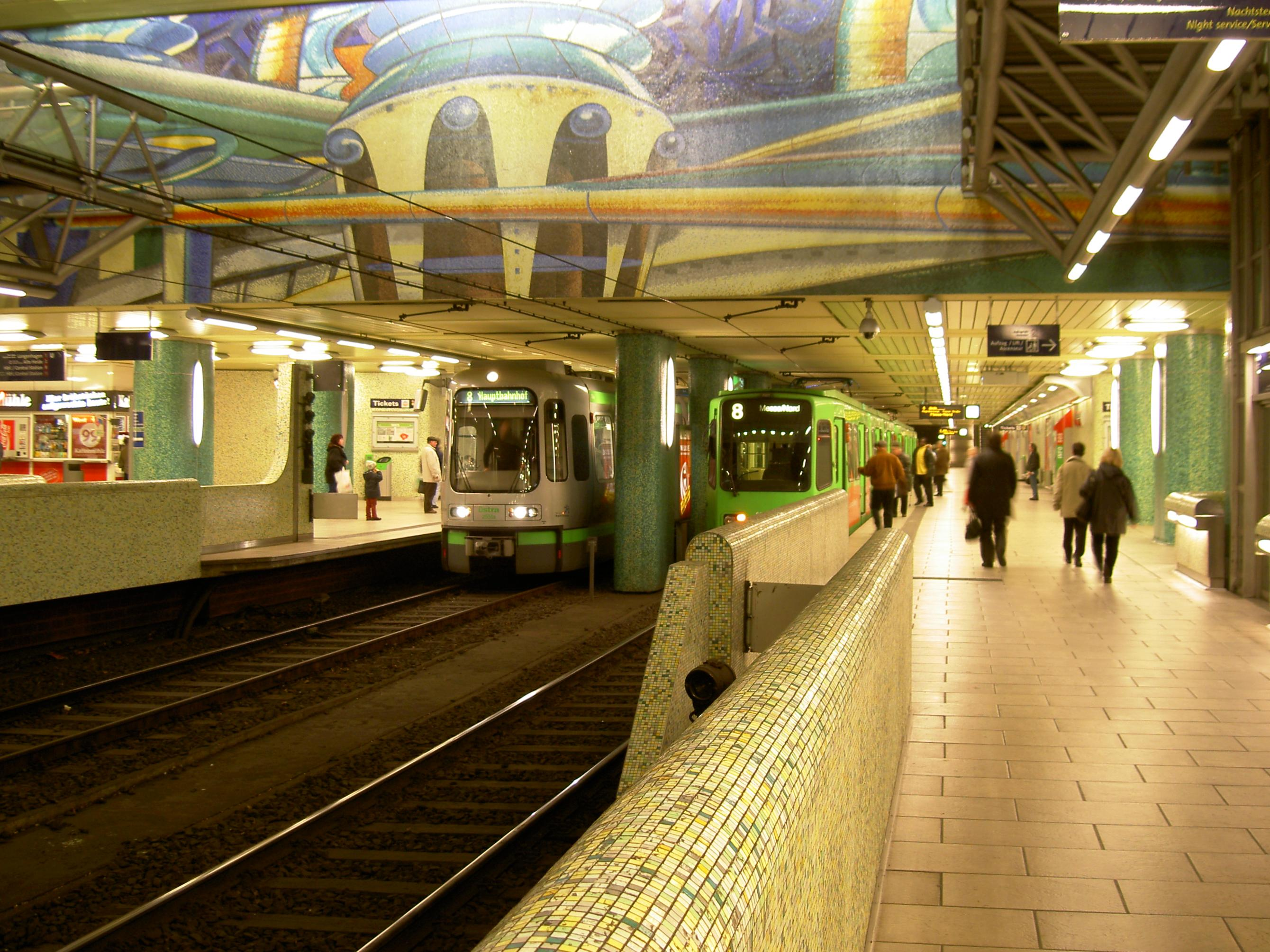
ハノーファー・シュタットバーン
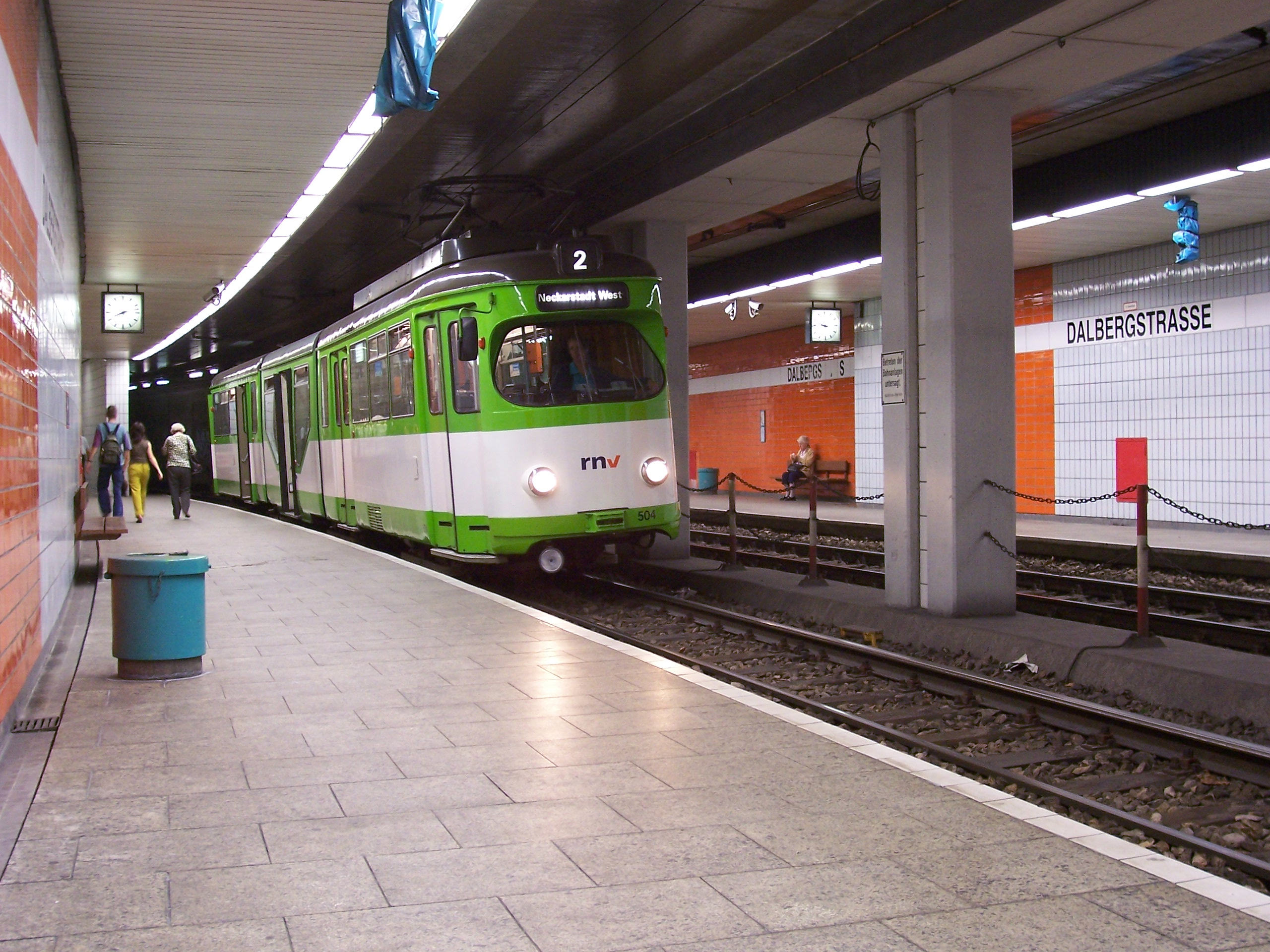
マンハイム・シュタットバーン

## ドイツ国外の類似例
シュタットバーンの成功に触発され、ベルギーやオランダ、ソビエト連邦など世界各地で路面電車規格の地下鉄の建設が行われた他、北アメリカで誕生したライトレールと呼ばれる、これまでの路面電車よりも高規格かつ高速の中量軌道輸送システムにも大きな影響を与えた。ただし地域によってはシュタットバーンと異なり、トンネルや地下駅などの施設は高規格の地下鉄と同等ながらも使用する車両は低床ホームに対応した従来の路面電車車両と言う例が多数存在する。
以下に紹介する「路面電車と同規格の地下鉄」および「地下区間を有し地下鉄としても扱われる路面電車」は、日本地下鉄協会が作成した資料に基づいたものである。

### ベルギー
1970年代以降路面電車規格の地下路線の導入が進められたベルギーにおいて、これらの路線はプレメトロ（Premetro）と呼ばれる。ドイツ（西ドイツ）における多くのシュタットバーンとは異なり、路面電車がそのまま地下に乗り入れる構造になっているのが特徴である。アントワープやシャルルロワにはプレメトロのみが存在し都心における地下鉄網となっている一方、首都・ブリュッセルには1976年以降高規格の地下鉄も存在し、プレメトロとして開通後高規格の地下鉄に転換される、現有路線も将来の転換を目的にした設計である等プレメトロは地下鉄を補完する役割を担っている。
- ブリュッセル・プレメトロ - 1969年12月開通[26]。
- アントワープ・プレメトロ（フランス語版） - 1975年3月開通[27]。
- シャルルロワ・プレメトロ（フランス語版） - 1983年5月開通[28]。

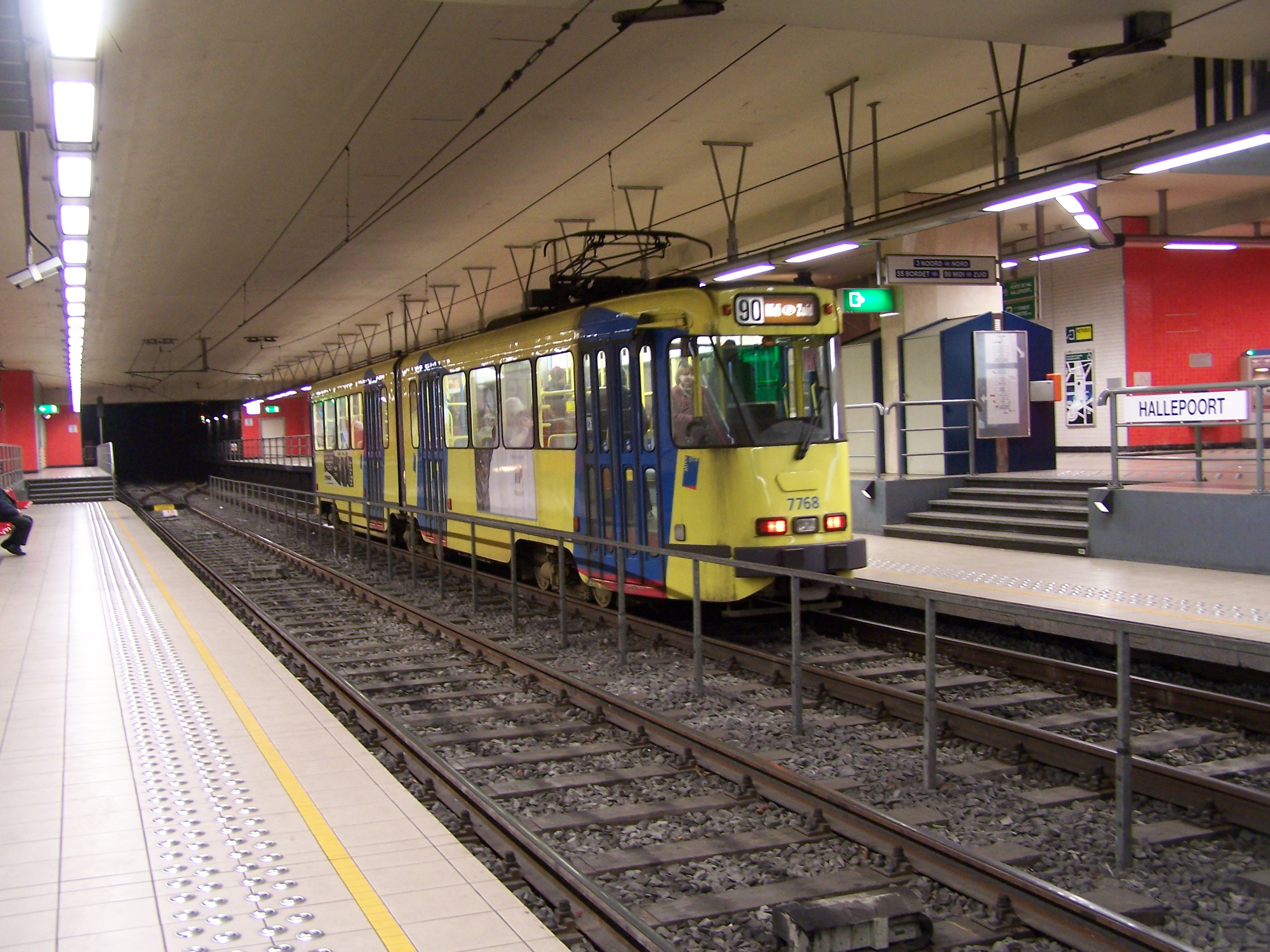
ブリュッセル・プレメトロ
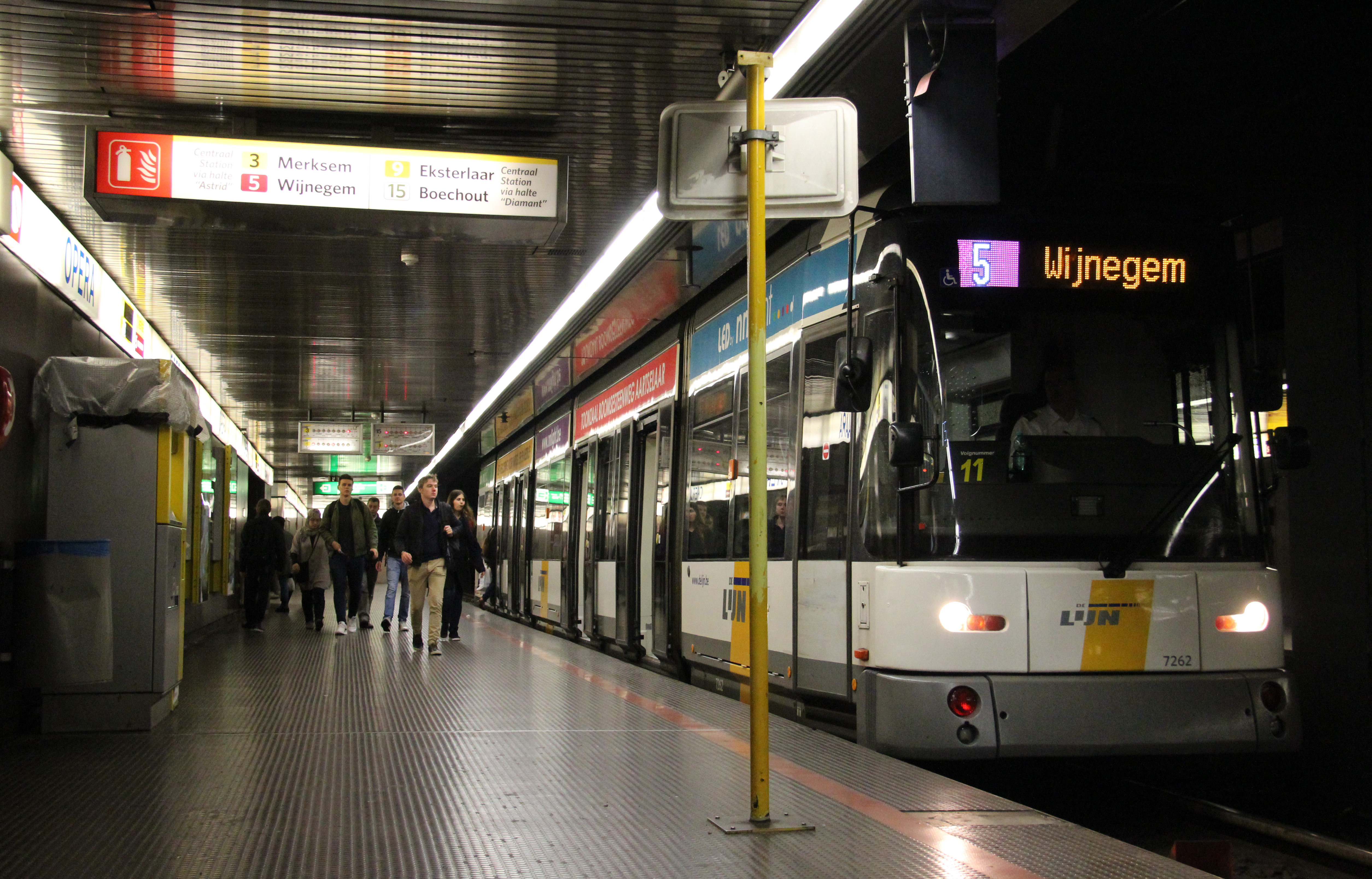
アントワープ・プレメトロ
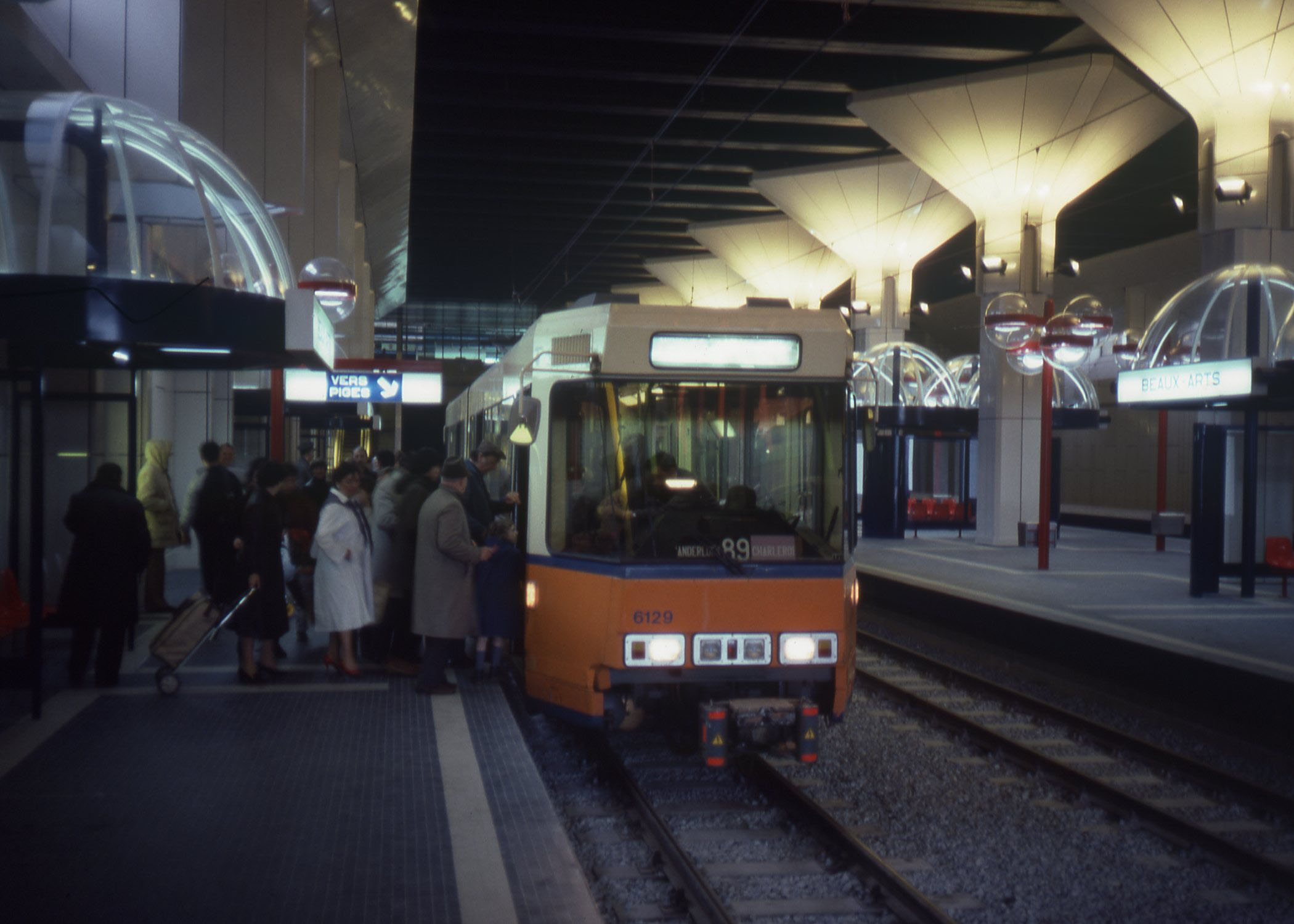
シャルルロワ・プレメトロ（1983年撮影）

### オランダ
オランダではライトレールの事をシュネルトラム（Sneltram）と呼ぶが、そのうち首都・アムステルダムを走るアムステルダム地下鉄の51系統は従来の路面電車を改装し第三軌条方式を用いる既存の地下鉄路線との直通を可能としたものである。そのため、使用されている車両（S1形・S2形・S3形）は架空電車線方式（直流600 V）と第三軌条方式（直流750 V）双方に対応している。
- アムステルダム地下鉄51系統（オランダ語版）アムステルダム - 1990年11月30日開通[29][30]。

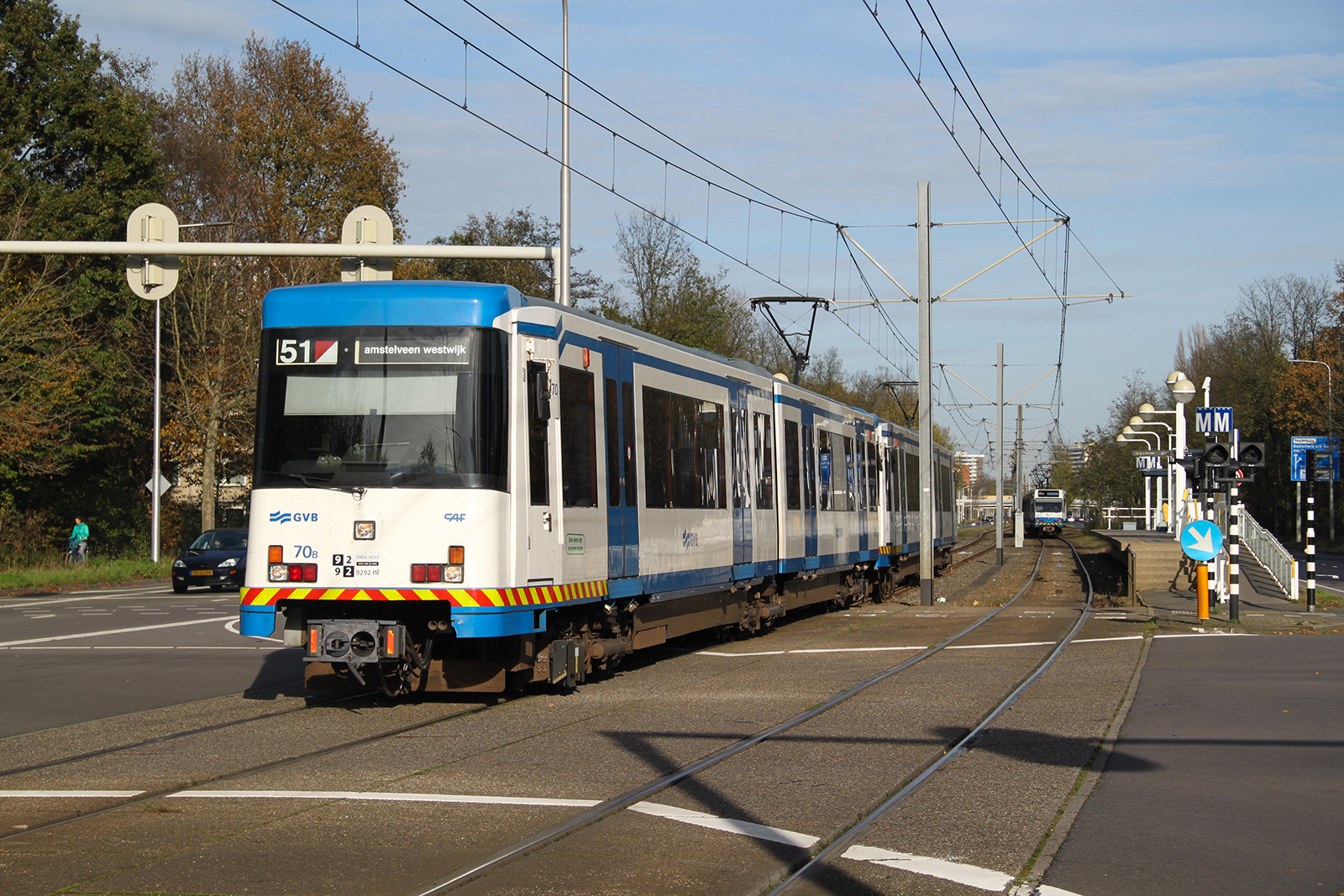
アムステルダム地下鉄51系統

### フランス
- トラム (ルーアン)（フランス語版）（ルーアン） - 1994年12月開通。他のフランスの地下鉄と異なり、都心部に地下区間を有するライトレールの形態を取る[31]。

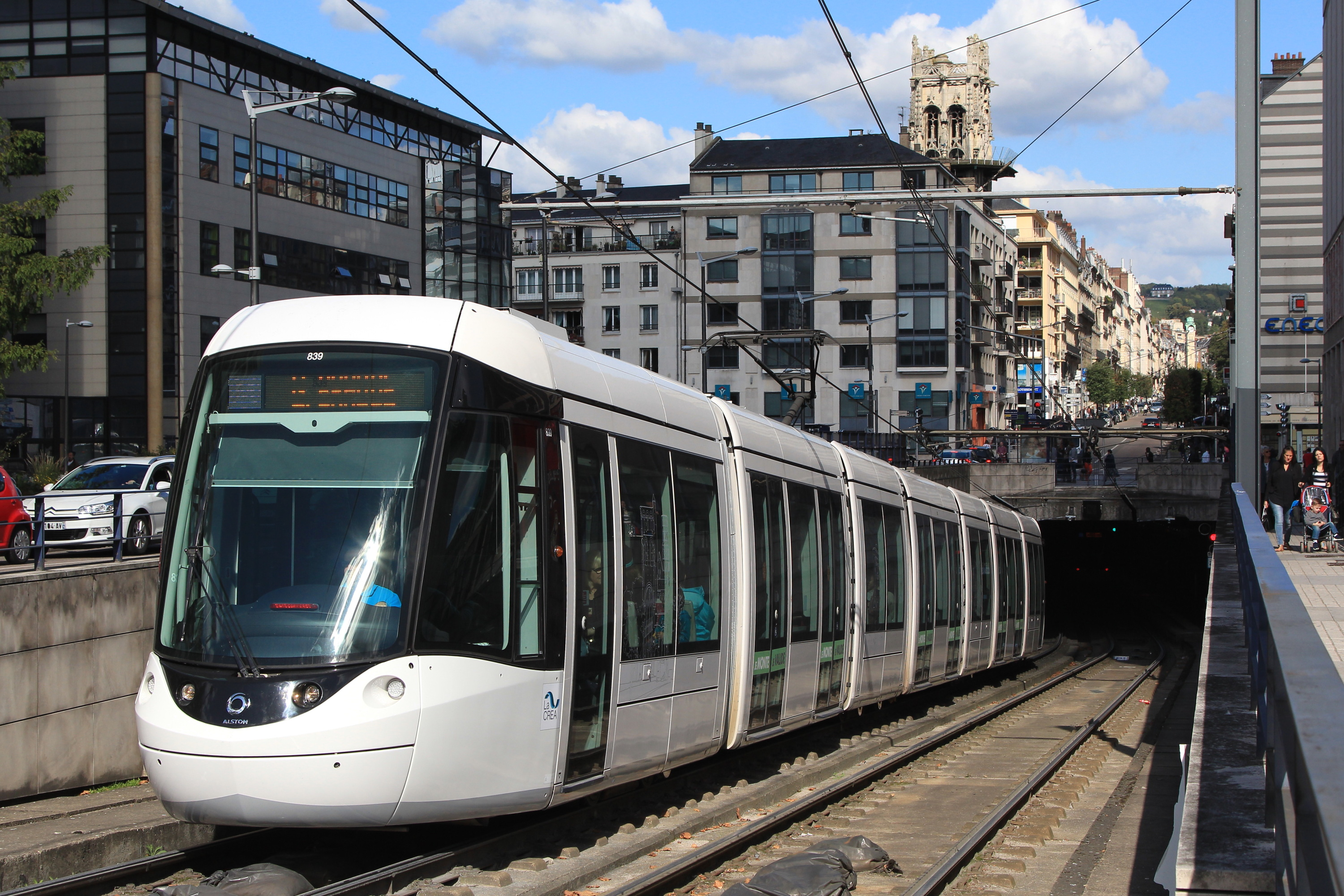
トラム (ルーアン)

### スペイン
- メトロ・リヘーロ（スペイン語版）（マドリード） - 2007年5月に開通。マドリード地下鉄と一体化した運営が行われている[32]。
- セビリア・メトロ（セビリア） - 2009年4月に開通。ライトレールと一体で整備が進められている[33]。
- アリカンテ・トラム（スペイン語版）（アリカンテ） - 従来の非電化区間を電化・複線化した上で一部を地下に移設。2003年以降開通。在来の鉄道を転換したライトレールである事からトラムトレインと見做される場合もある[34][35]。

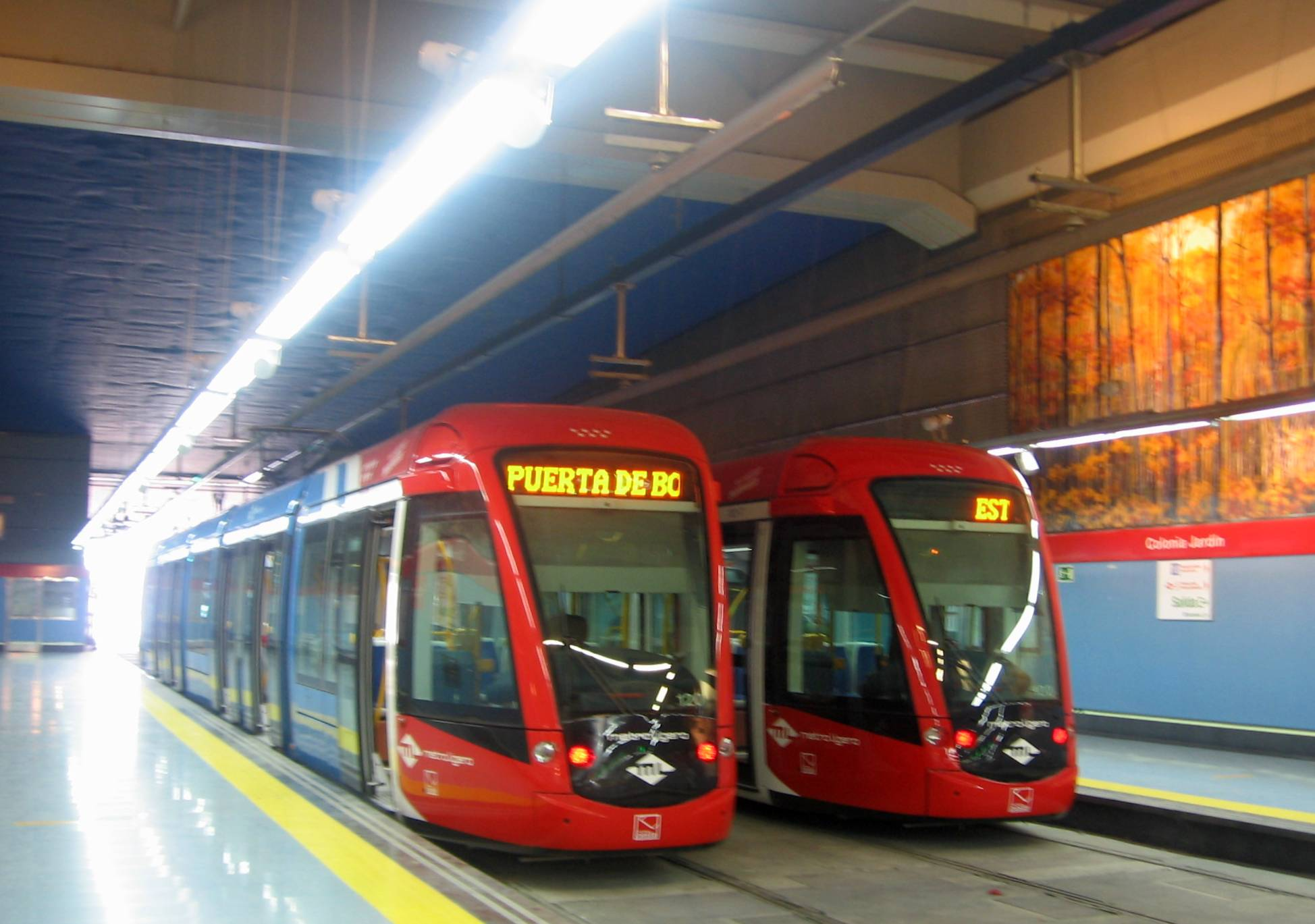
メトロ・リヘーロ
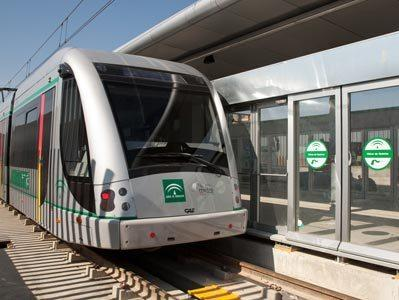
セビリア・メトロ
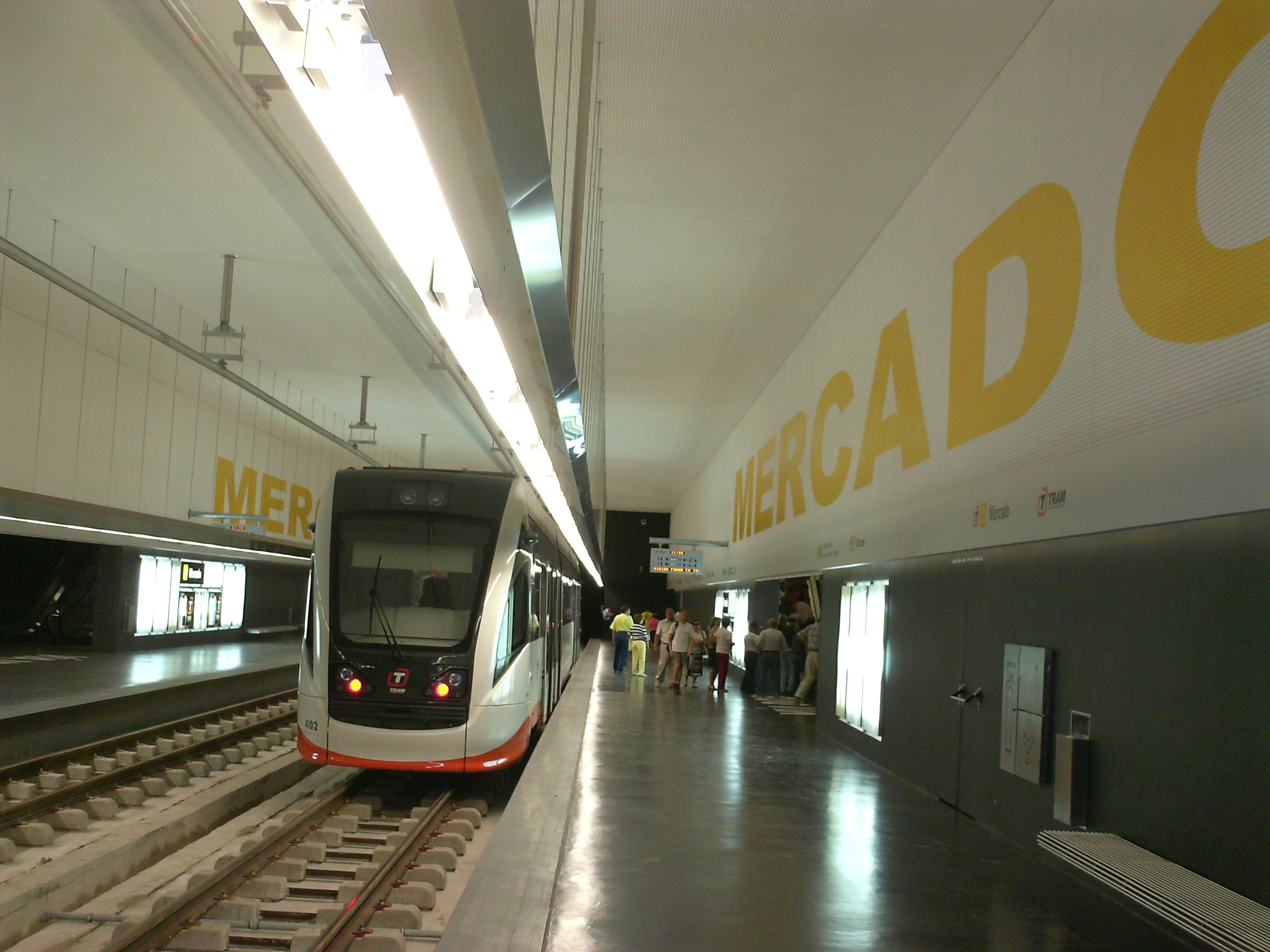
アリカンテ・トラム

### ポルトガル
- ポルトメトロ（ポルト） - 従来の路面電車を活用し、都市部の路線を地下化したライトレール。2002年12月に最初の路線が開通した[36]。

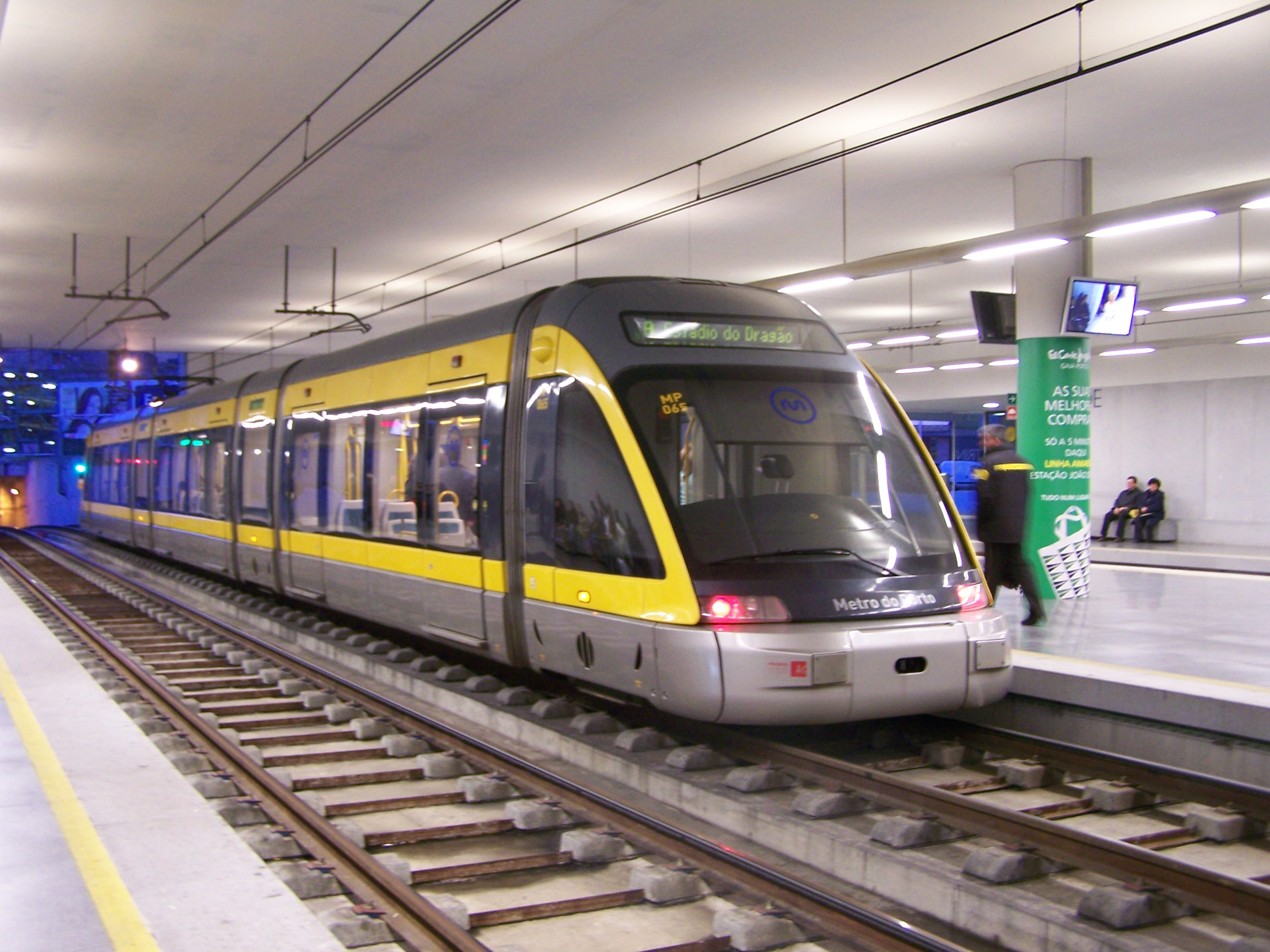
ポルトメトロ

### ソビエト連邦
1960年代、ソビエト連邦では中規模都市における混雑解消の一環として、都市に築かれた路面電車網の一部を地下に移す"メトロトラム"計画を策定した。そのテストケースとして現：ロシア連邦のヴォルゴグラード、現：ウクライナのクルィヴィーイ・リーフにおいて建設が行われ、双方とも地下路線はソ連における地下鉄規格に基づいた設計となっている。
この2都市以外の採用例はなく、現：アルメニアのエレバン地下鉄（エレバン）も当初はメトロトラムとして建設する予定であったが変更され高規格の地下鉄路線として開通している。
- ヴォルゴグラード・メトロトラム（ロシア・ヴォルゴグラード）- 1984年11月開通[20]。
- クルィヴィーイ・リーフ・メトロトラム（ウクライナ・クルィヴィーイ・リーフ） - 1986年12月開通[37]。

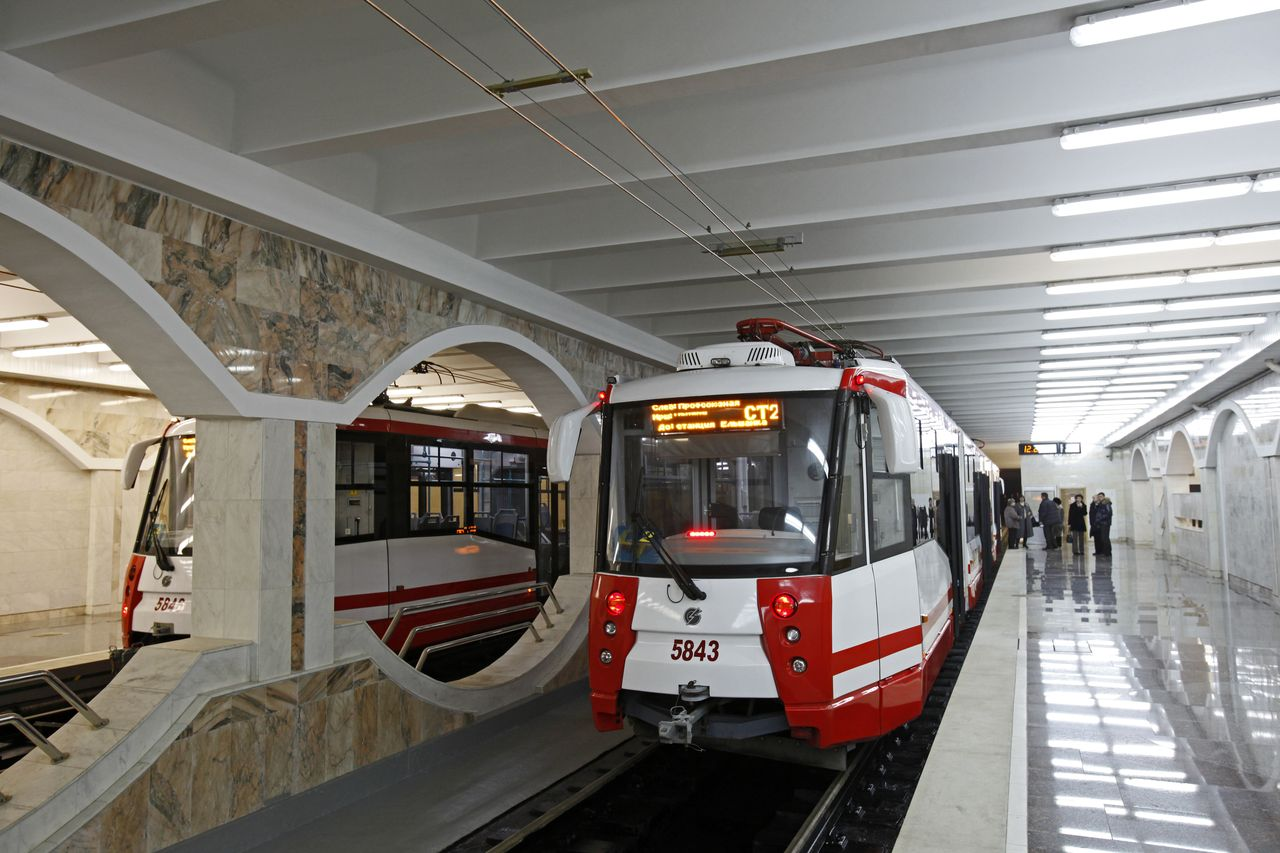
ヴォルゴグラード・メトロトラム
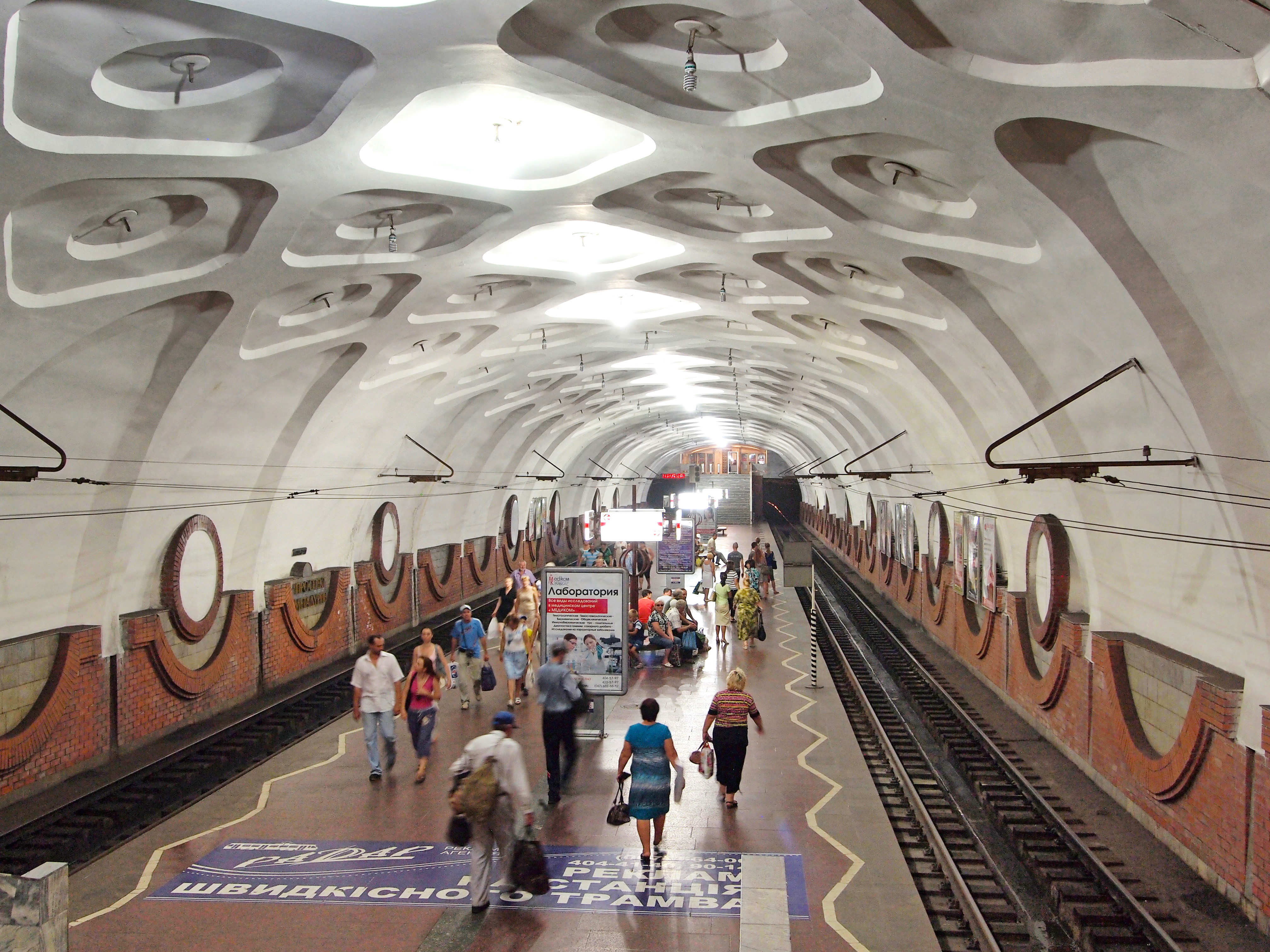
クルィヴィーイ・リーフ・メトロトラム（地下駅）

### アメリカ合衆国
アメリカにおいて「路面電車規格の地下鉄」と言う発想自体は19世紀末の時点で既に存在しており、1897年にボストンで開業した、道路上の混雑を避けるため都心の路面電車を地下に移したトレモント・ストリート地下鉄はアメリカ初の旅客用地下鉄である。また1956年に廃止されたロチェスター地下鉄も路面電車を地下化したものであり、車両も路面電車規格のままであった。
- マサチューセッツ湾交通局グリーンライン（英語版）（ボストン） - 地下区間は1897年9月に開通[注釈 3]。またオレンジライン（英語版）の一部地下区間は1901年の開業から1924年まで路面電車の地下区間として用いられていた[42]。
- ニューアーク・ライトレール（英語版）（ニューアーク） - 1934年10月開通[43]。
- ミュニ・メトロ（サンフランシスコ） - 路面電車を転換したライトレール。サンフランシスコ都心部の地下区間は1980年に開通[44]。
- バッファロー・メトロレール（バッファロー） - 開通は1984年5月20日、地下区間の開通は翌1985年5月20日[45][46]。
- ピッツバーグ・ライトレール（ピッツバーグ） - 1987年5月に開通[47]。
- メトロリンク（セントルイス） - 1993年7月に開通。地下区間は使用されていないトンネルを活用した[48]。
- リンク・ライトレール（英語版）レッドライン（英語版）（シアトル） - 2009年7月18日開通[49][50]。

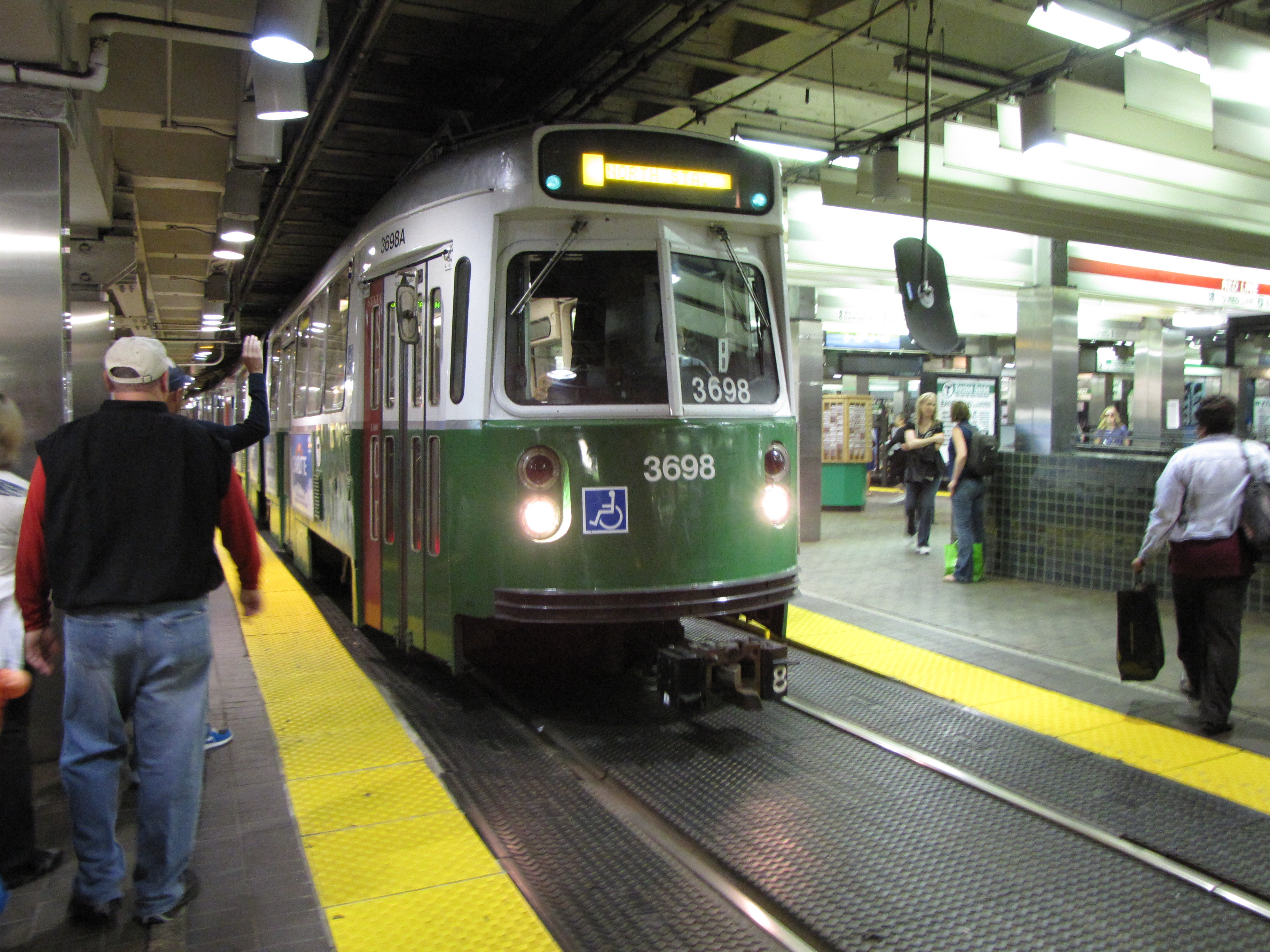
マサチューセッツ湾交通局グリーンライン
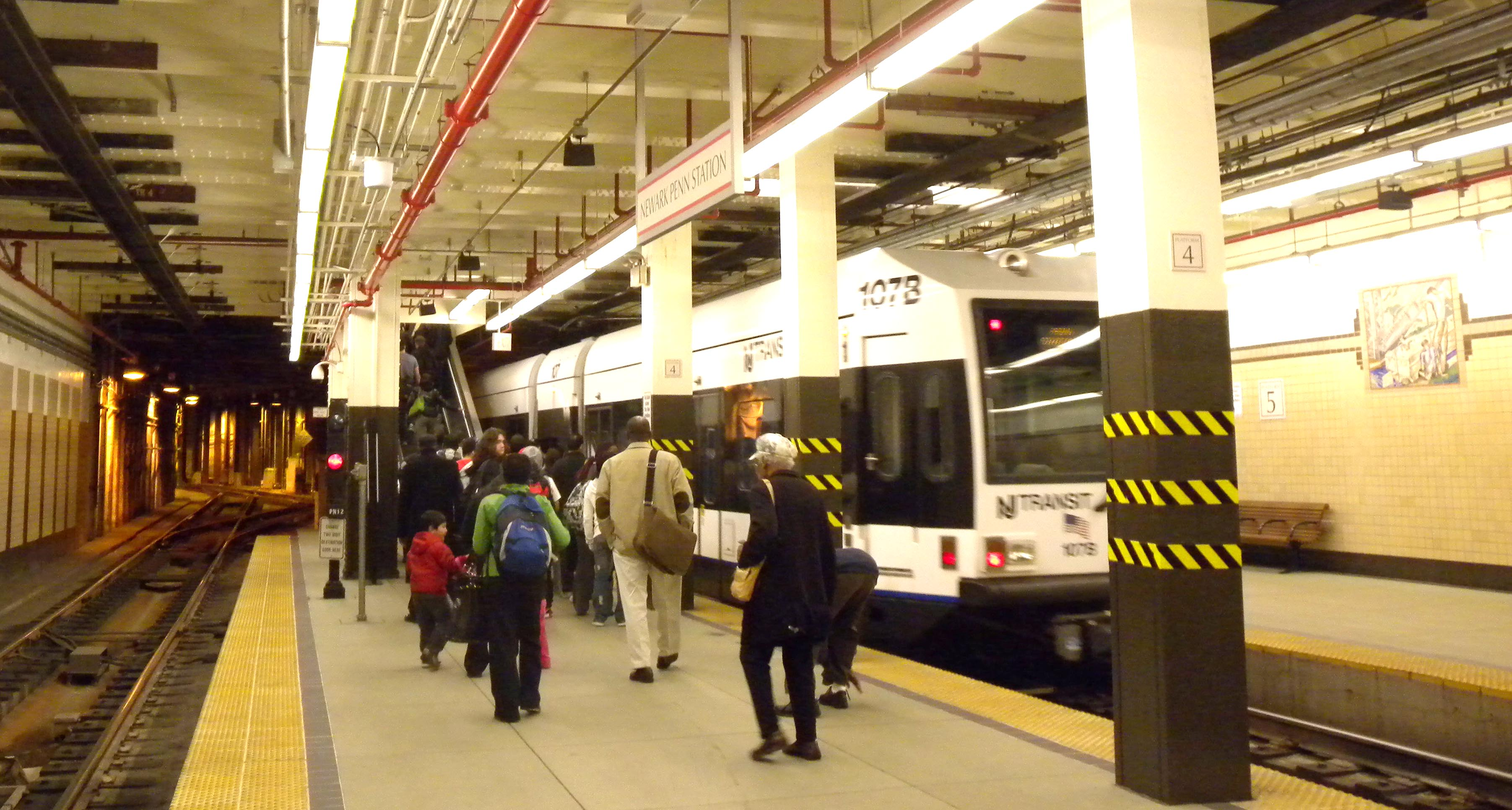
ニューアーク・ライトレール
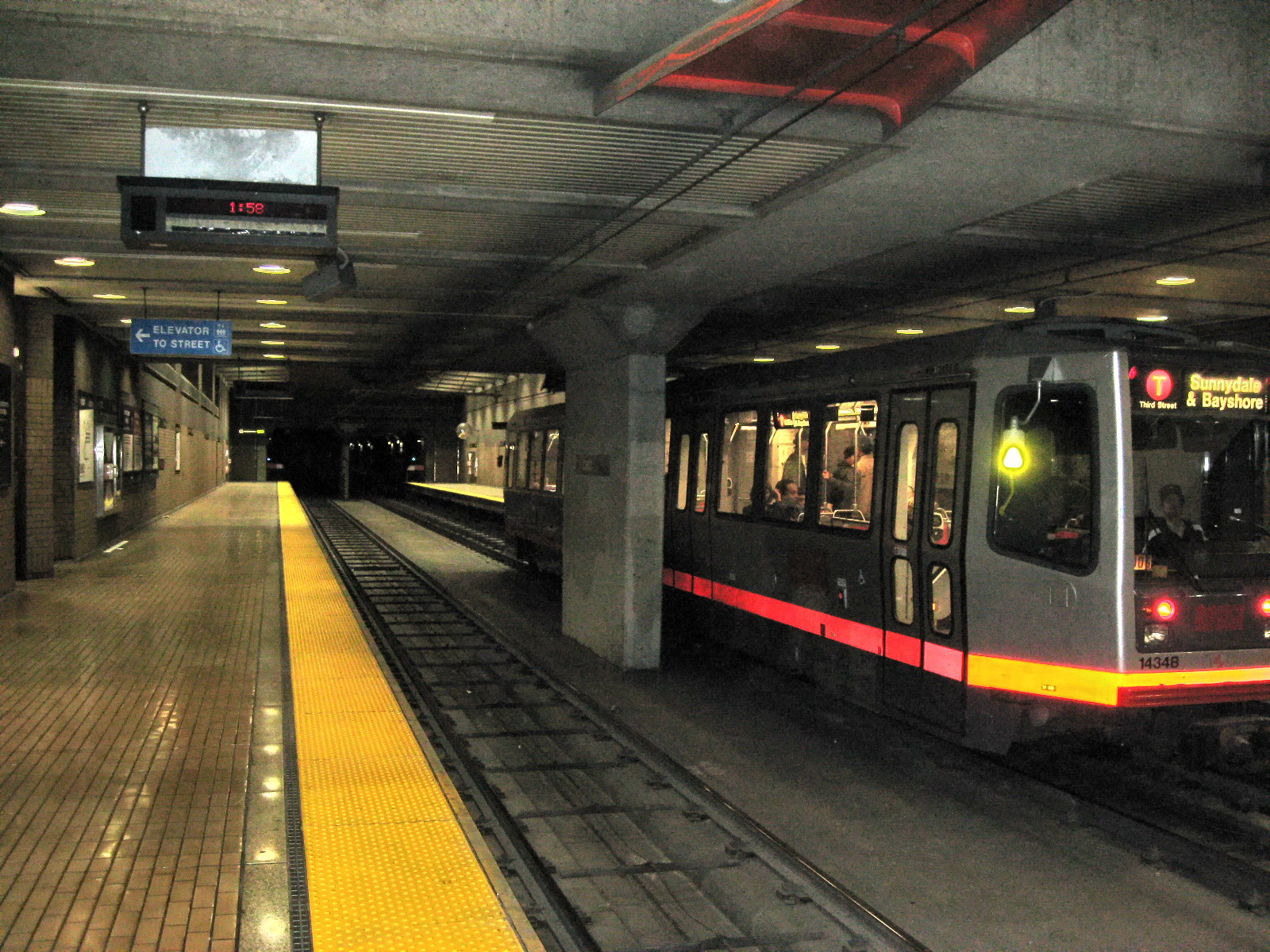
ミュニ・メトロ
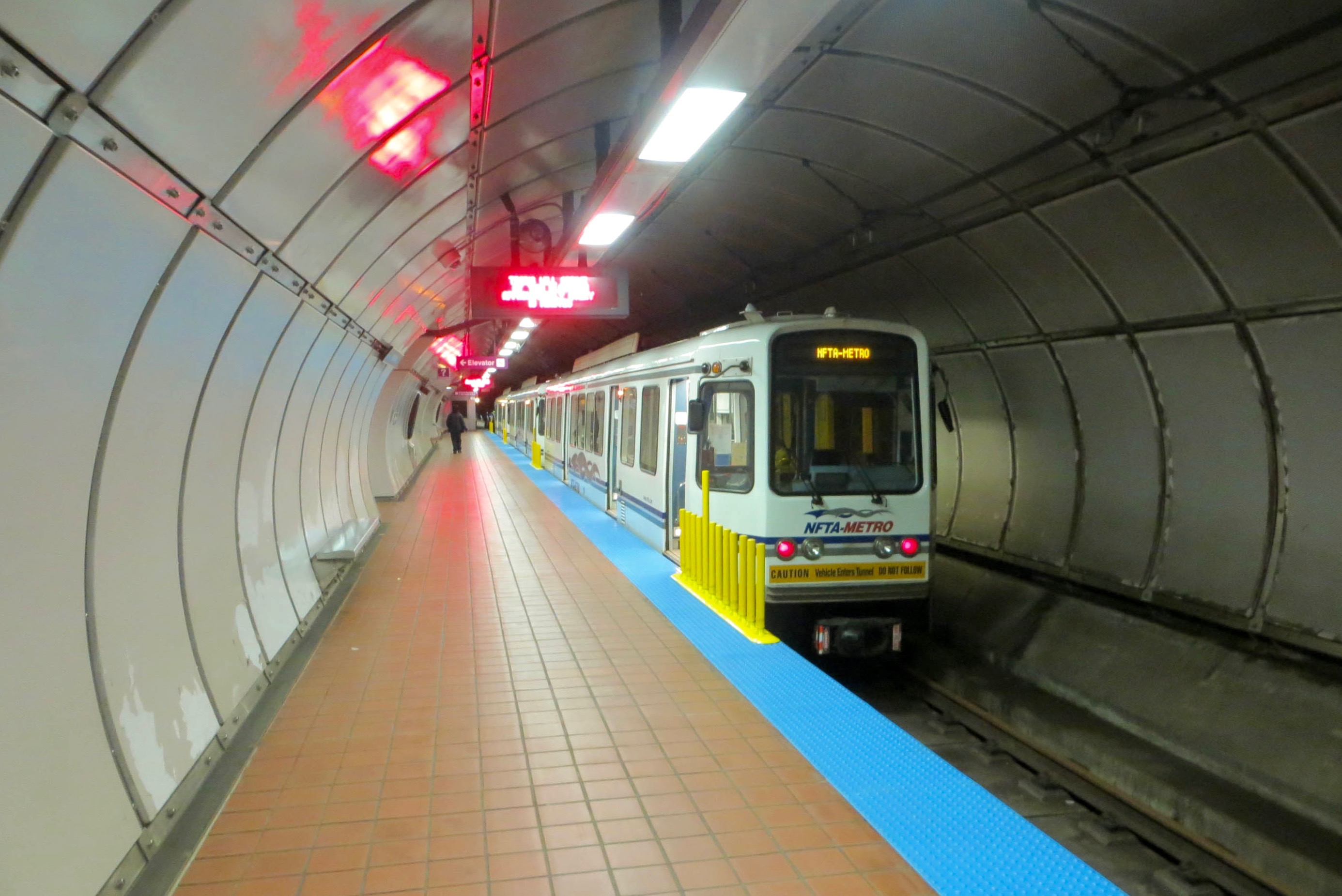
バッファロー・メトロレール
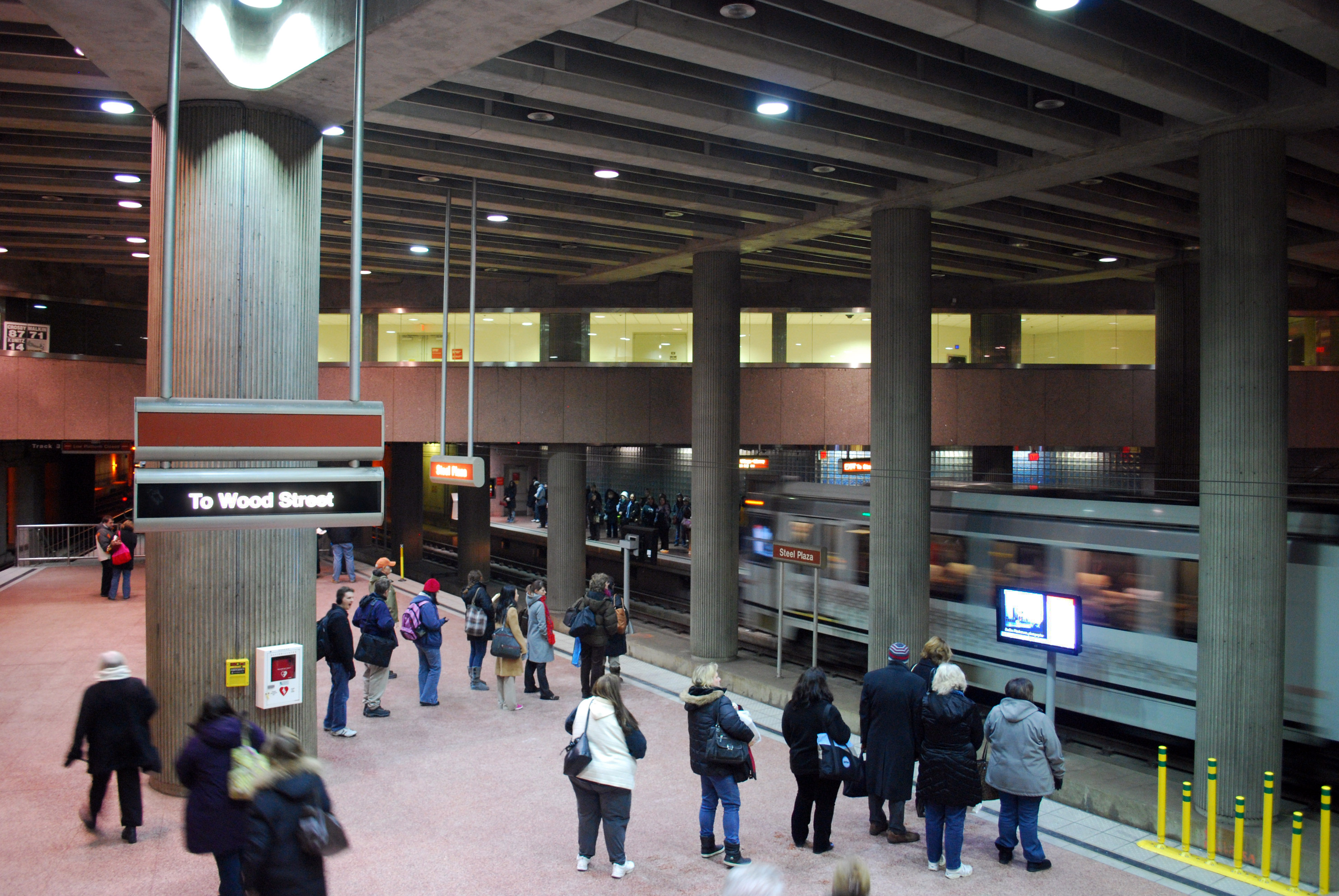
ピッツバーグ・ライトレール
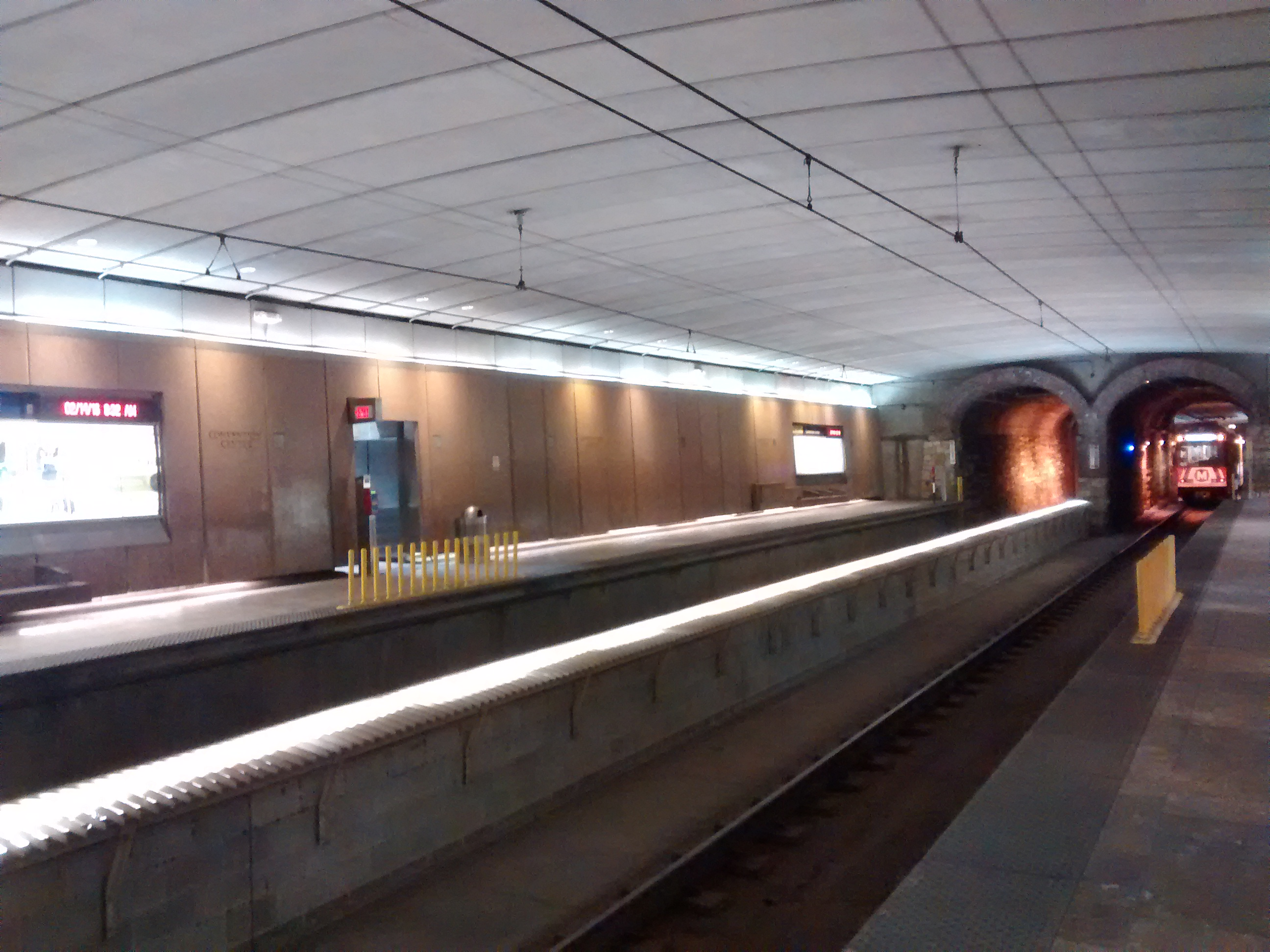
メトロリンク
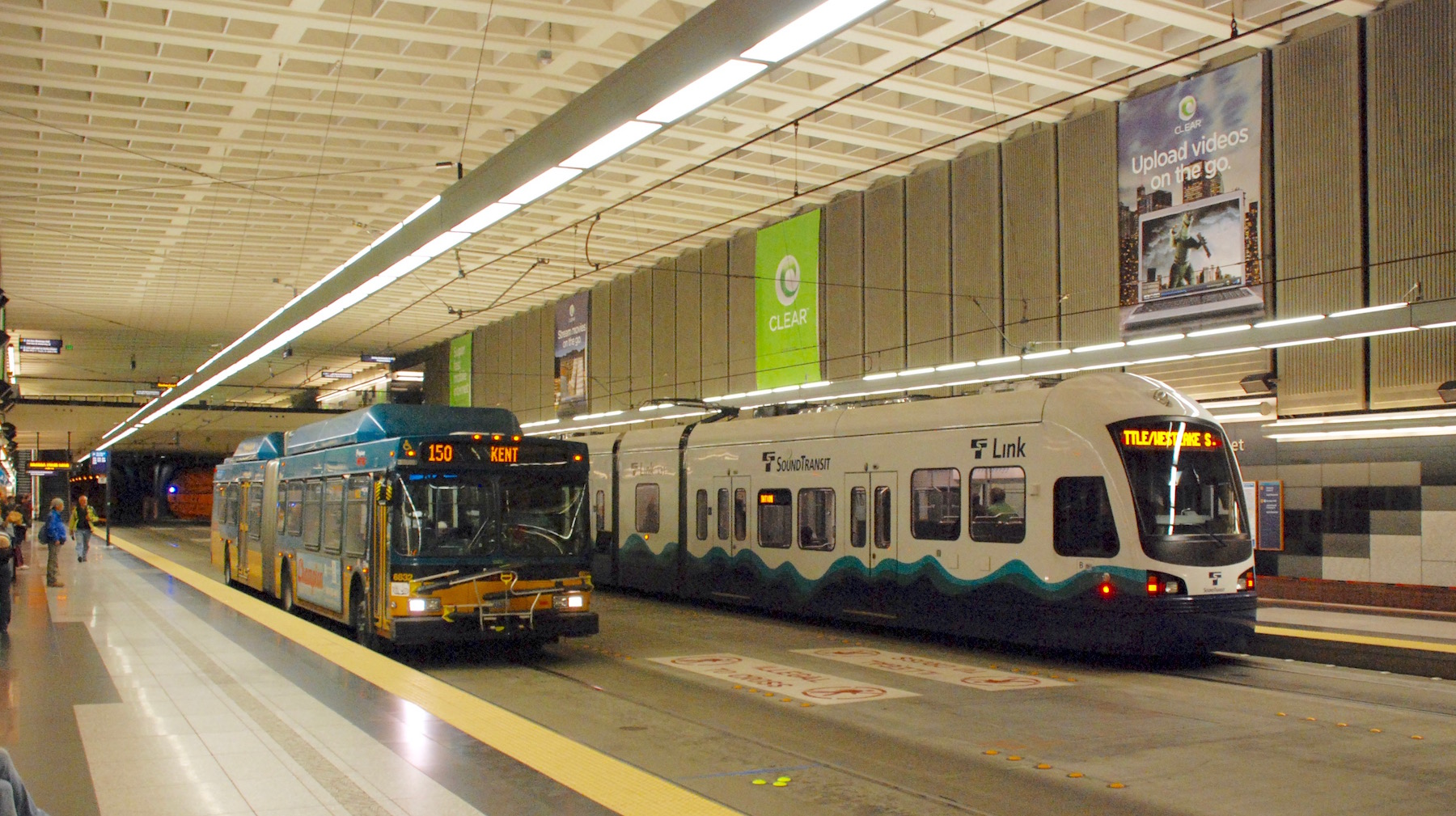
リンク・ライトレール レッドライン
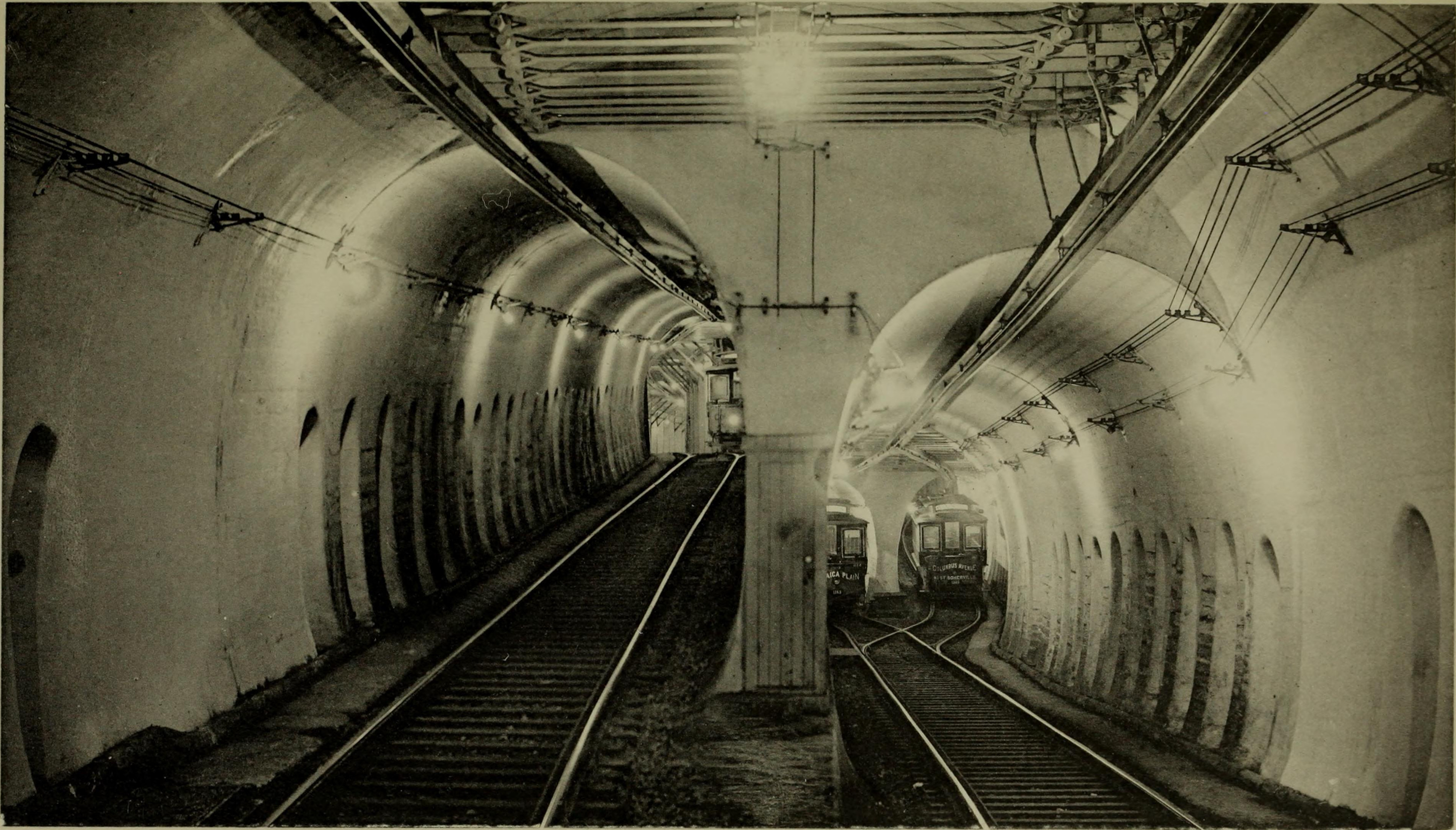
トレモント・ストリート地下鉄への分岐部分（1898年撮影）
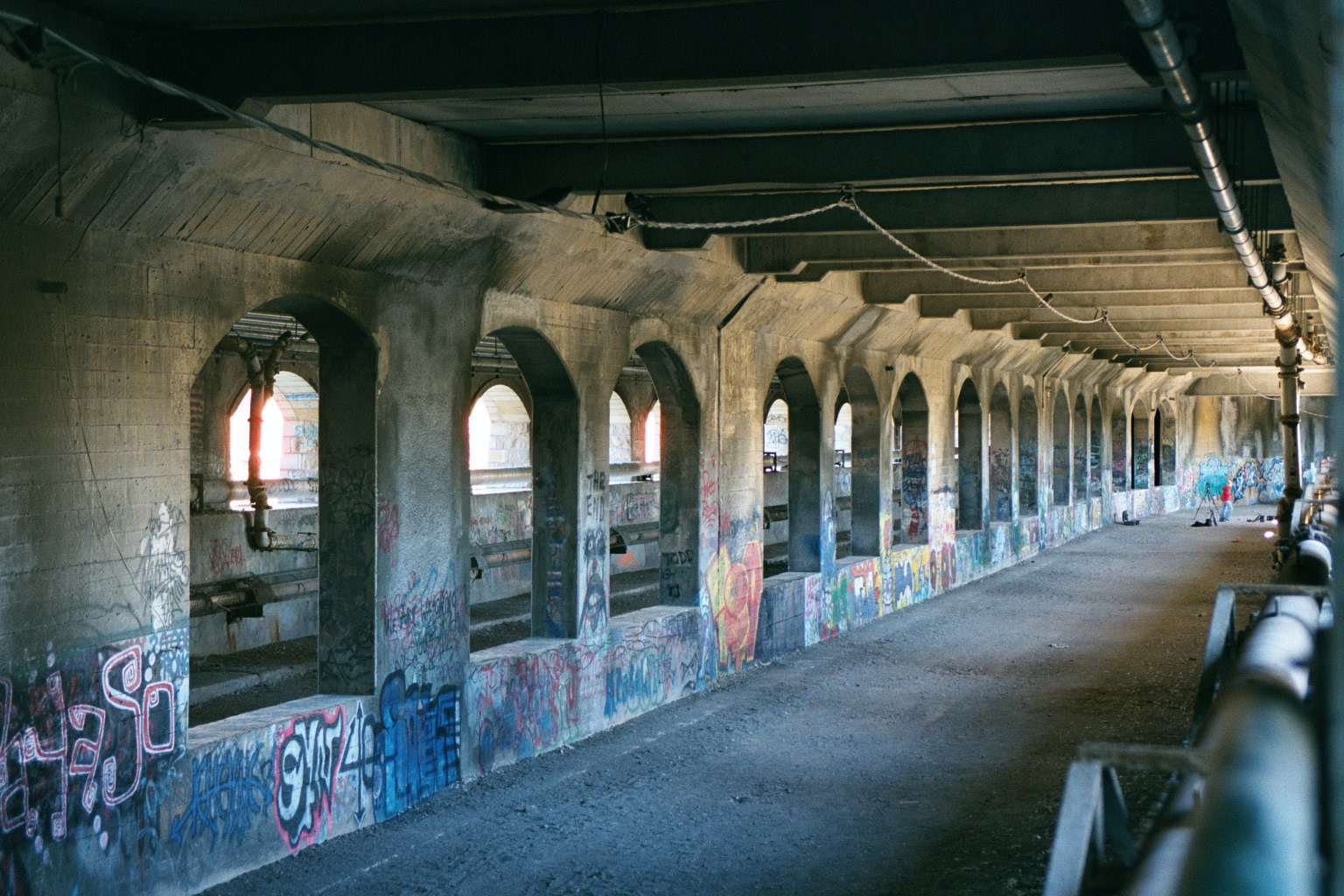
ロチェスター地下鉄の廃線跡

### カナダ
"ライトレール"の概念に基づいた最初の路線であるエドモントンLRTはシュタットバーン同様に都心部が地下区間となっており、以降北米各地に開通したライトレールに影響を及ぼした。
- エドモントンLRT（エドモントン） - 1978年4月開通[52]。
- コンフェデレーション線（オタワ） - 2019年9月14日開通[49][53]。

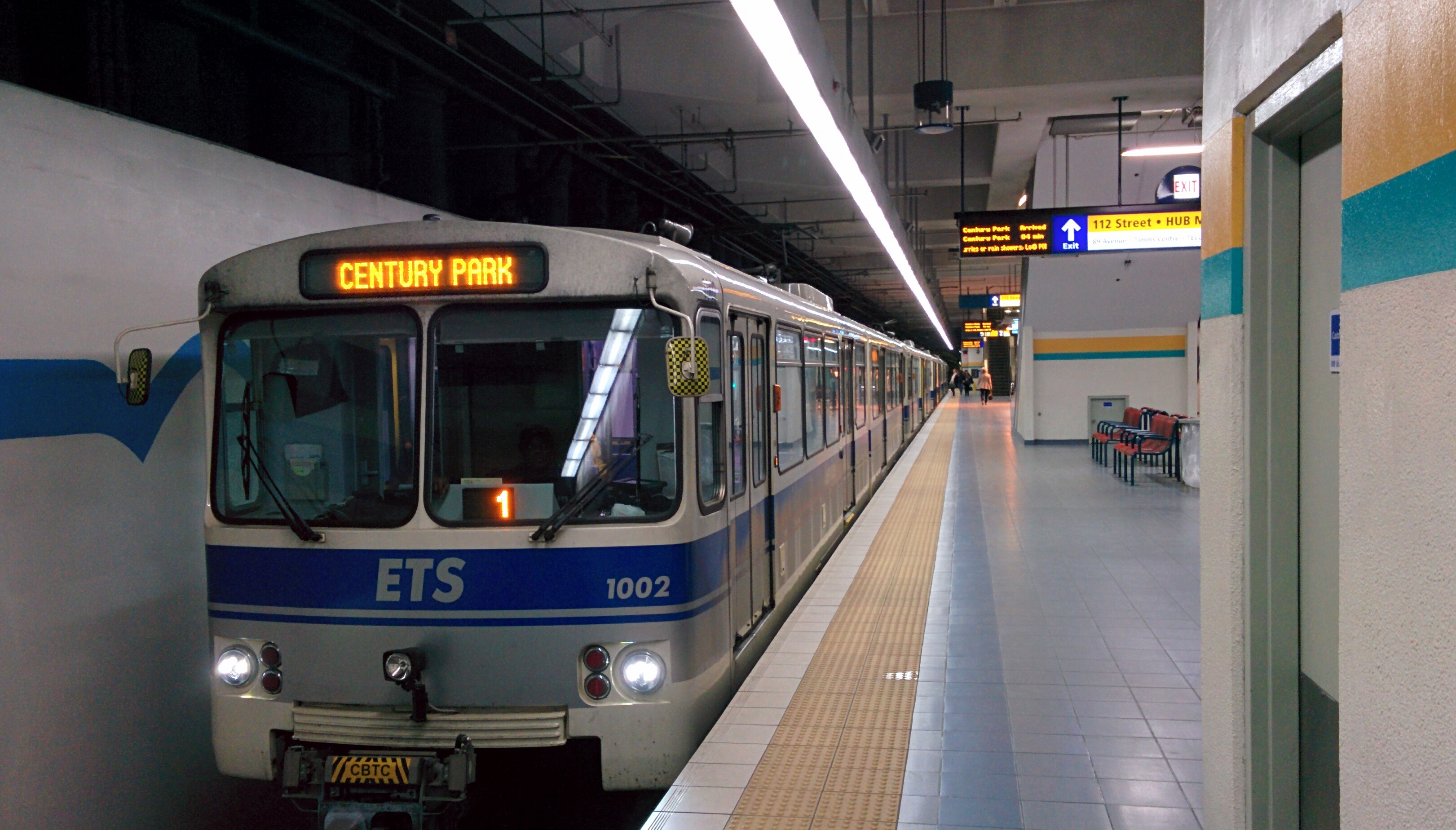
エドモントンLRT
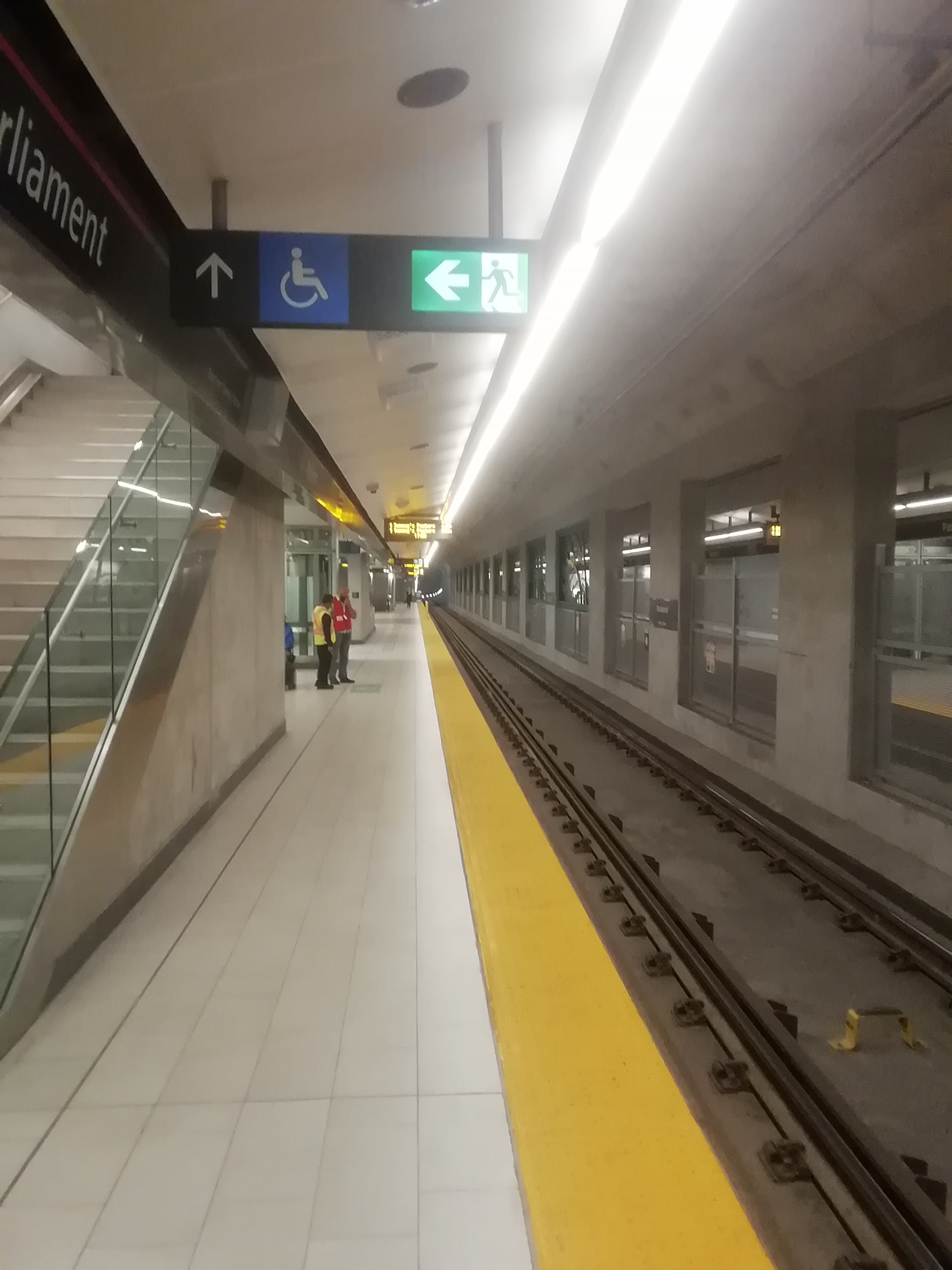
コンフェデレーション線（地下駅）

## 関連項目

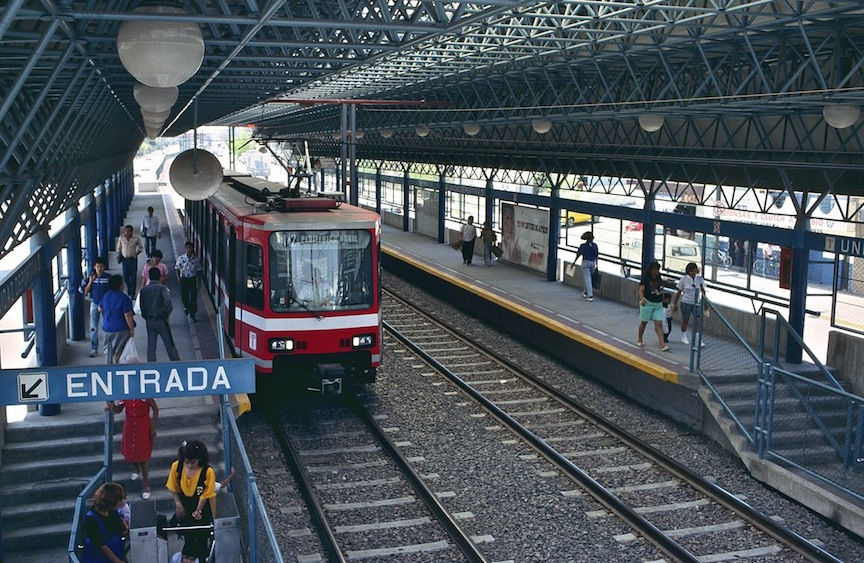
ライトメトロ（グアダラハラ地下鉄）
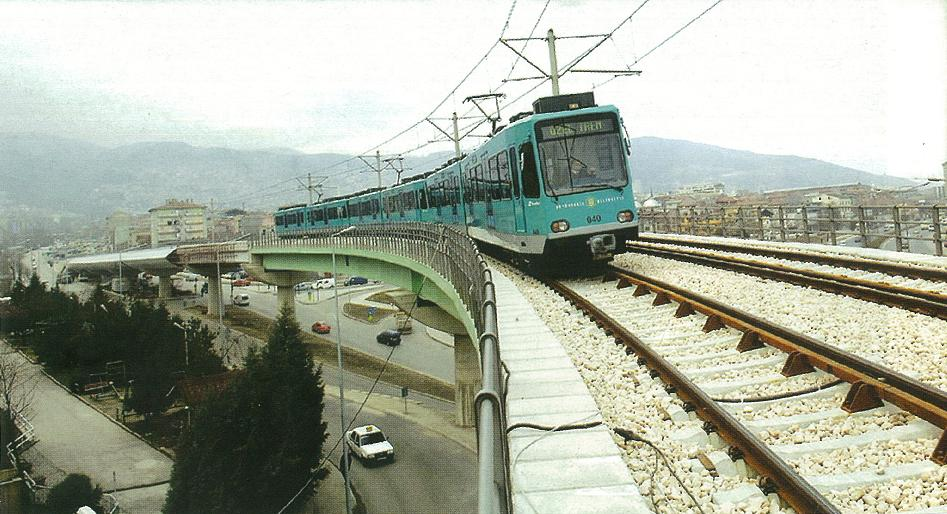
ブルサライの電車
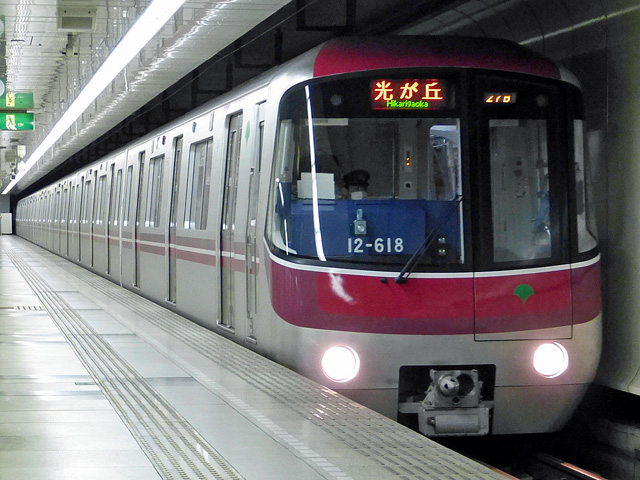
ミニ地下鉄（都営地下鉄大江戸線）
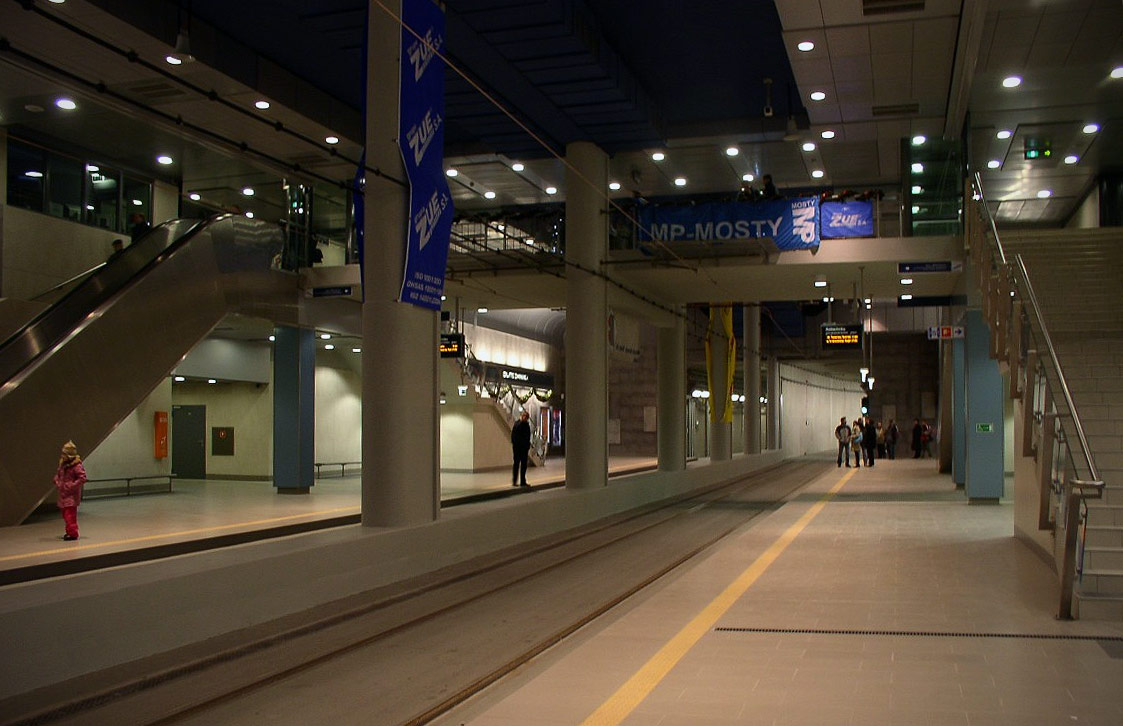
クラクフ・ファスト・トラム（地下駅）

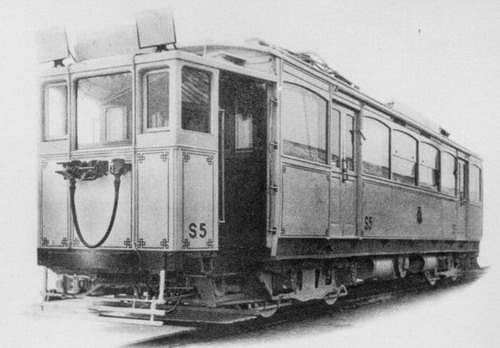
ブエノスアイレス地下鉄開通当初の電車
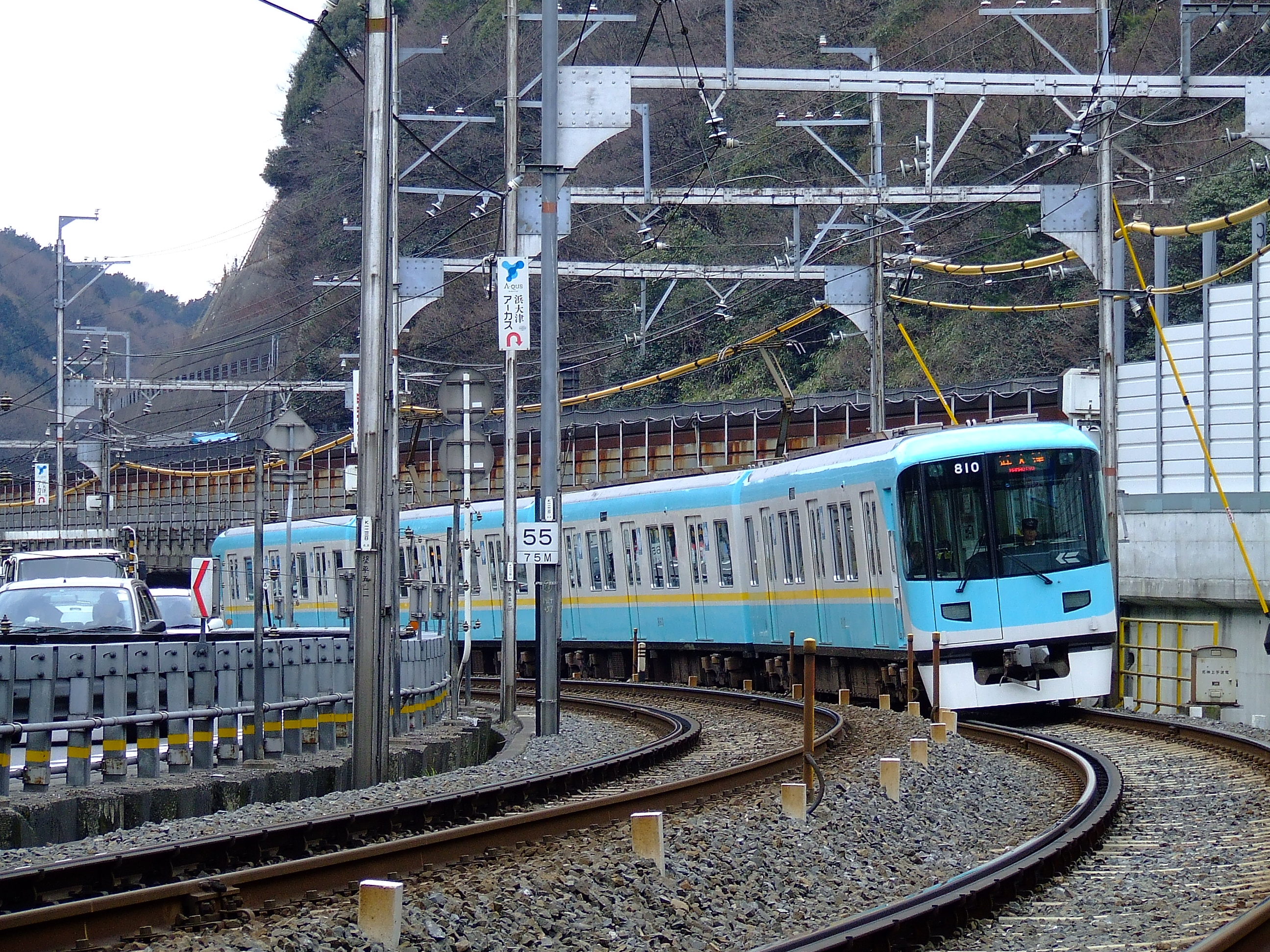
京阪電気鉄道京津線